# Ókori görög építészet
Az ókori görög építészet elterjedt a Földközi-tenger partvidékének térségében, ahol a görögök kultúrája meghonosodott: a görög szárazföldön, a Peloponnészoszon, az Égei-tengeri szigeteken, továbbá főleg az anatóliai és itáliai gyarmatokon virágzott a Kr. e. 900-tól egészen a Kr. u. 1. századig. A legkorábbi fennmaradt építészeti munkák Kr. e. 600-ból származnak.
A legrégibb nyomok szerint a görögök anyaga vályog és fa volt, később tértek át a kőépítkezésre. Szerkezeti elemei az oszlop, s a rajta nyugvó gerenda, amely a cserépfedésű nyeregtetőt hordja. Az oszlopok kiképzése szerint megkülönböztetnek dór, ión és korinthoszi oszloprendet vagy stílust. A legnagyobb szabású épülettípusa a templom, amely visszavezethető a megaronra.
Az ógörög építészet legismertebb épületei a templomok és a színházak. Ezeken kívül épültek sztoák (oszlopcsarnokok), gymnazionok és síremlékek (mauzoleion). A virágzás korában a városépítészet és rendezés terén is jelentős előrehaladást tettek (Athén).
A lakóházaknak igen kevés emléke maradt fenn, a hellenizmus korából például a priénéi ásatások tártak fel ilyeneket: téglás oszlopos udvar (peristylion) körül helyezték el a szobákat, mint ez a későbbi pompeii lakóházaknál is látható.

## Templomok

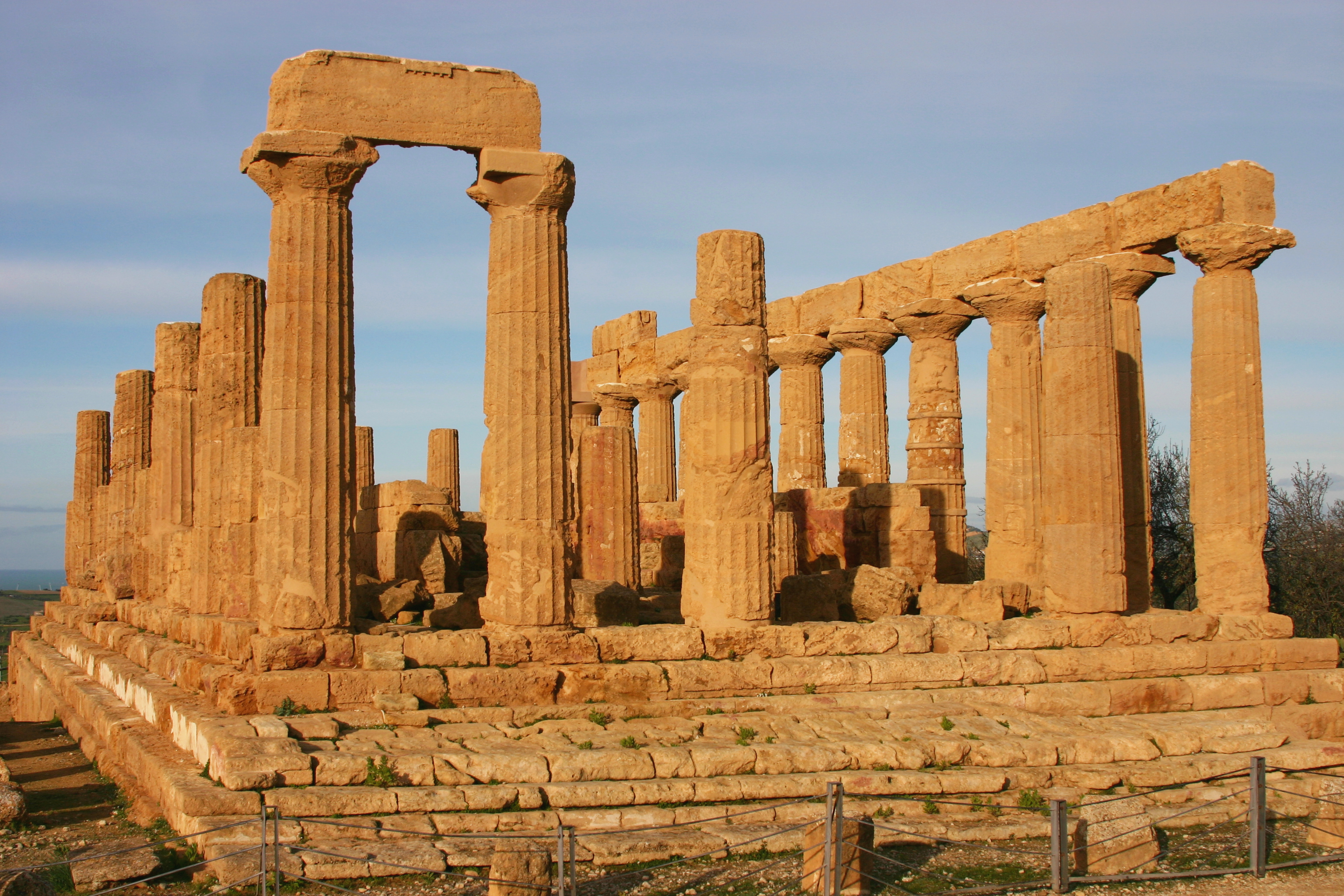
Az agrigentói Héra-Templom romjai

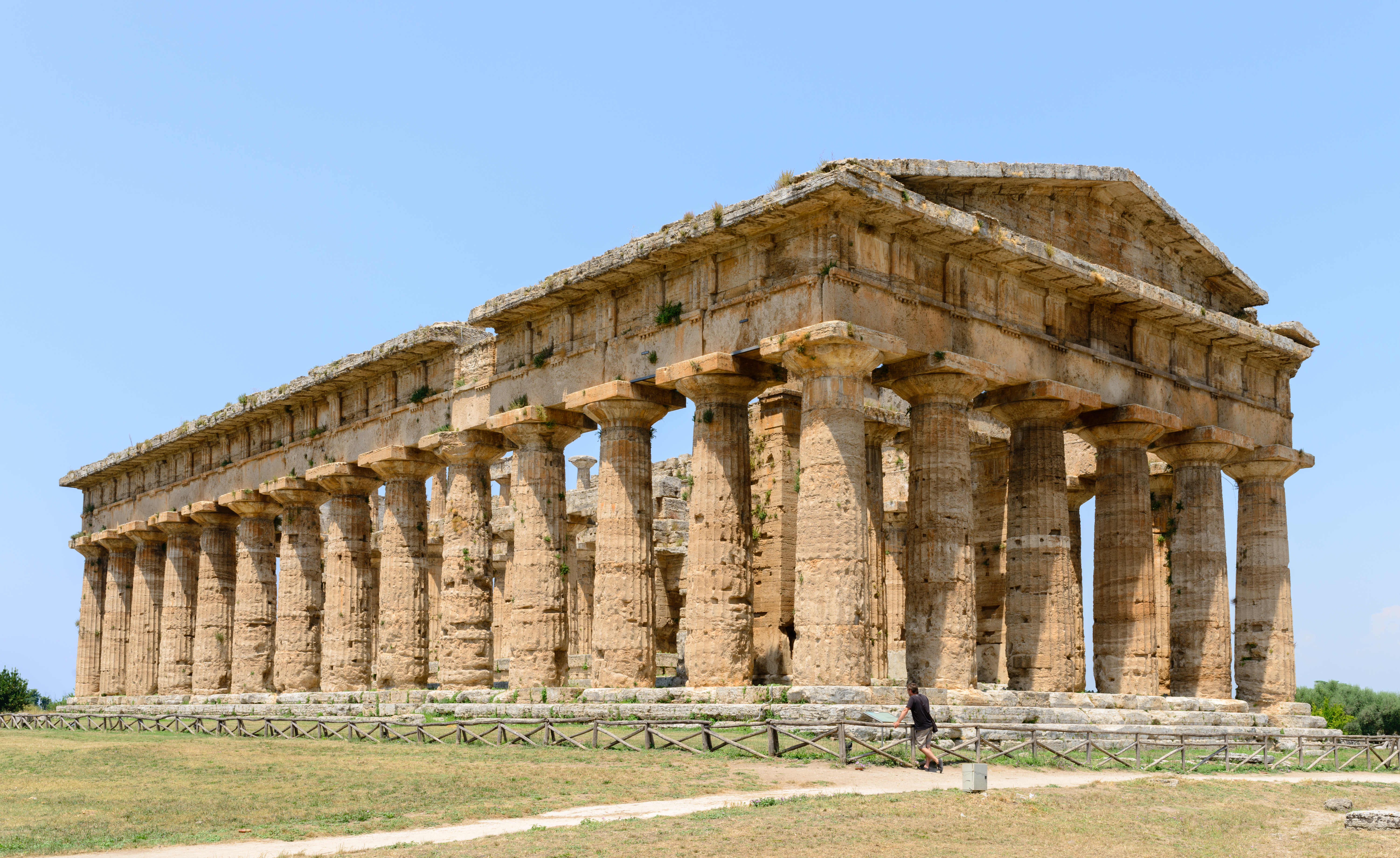
Paestum görög temploma

Az ókori görög építészet középpontjában a templomépítés állt. Feltehető, hogy a legrégibb görög templomépítészet Egyiptomból, a monumentális templomok hazájából némi ösztönzést kapott.
A legrégibb időkben egyhajós termük volt, belső oszlopsorral, az oszlopok fából, a falak vályogból voltak. (Artemis Orthia spártai temploma, thermoszi  Apolló-szentély)
A görög templom alapformája többnyire téglalapalakú, oszlopsor veszi körül és meneteles fedelű, az egész kőszerkezetű. A templomokon, különösen a későbbi korban, reliefdíszeket alkalmaztak (frízek).  Legszebbek az olympiai, paestumi, selinuszi dór templomok, az athéni Parthenon, az ión stílusú Erekhtheion, az efezoszi Artemizion.
A hosszúkás négyszögalaprajzú templomokon kívül vannak köralaprajzúak is, de ezek jóval ritkábbak.
A legrégibb nagy kőtemplomok, Peloponnészosz és Szicília dór  templomépítészetének emlékei, s Kis-ázsia ión templomai a legfejlettebb elrendezést, a peripterosz-típust mutatják; ennél talán csak a templom in antis régibb, míg a többi típus időrendben a peripteroszt követte.
A peripteroszok az i. e. 8. és i. e. 9. századra tehetők. Az i. e. 8. században épült az olümpiai Héra-templom és a thermoszi Apollón-templom, az i. e. 5. században a nagy szelinuszi templom, hatalmas, sima oszlopaival, és a paestumi templom, melynek belső tere két részre tagolódott.
A templomok építészete nem volt egységes. Már a legrégibb időktől kétféle architektonikus szisztéma fejlődött: Peloponnészoszban és Szicíliában a dór, Kisázsia partjain az ión.
Az előbbinek formanyelve szigorúbb és kötöttebb, az utóbbié valamivel több könnyedséget és lendületet mutat.
A dór templomépítés őskorának legfőbb emléke az olympiai Heraion, hexastyl peripteros templom, amely pompásan világítja meg a dór oszlop fejlődését. A Heraion oszlopai eredetileg fából voltak s az idők folyamán fokozatosan cserélték ki őket kőoszlopokra, amelyek ily módon a különböző korok ízlésének megfelelő arányokat s fejezet-formákat mutatnak.
A VII. század végéről való korinthoszi Apolló-templom már a teljesen kifejlődött dór rendszer formáiban épült, s magasztosan és komoly fenséggel jelennek meg ugyanez időben Szicília és Dél-Itália, a hajdani Magna Graecia dór templomai: Selinus középső vártemploma, az archaikus metopáiról híres C-templom, amely három helyiségre van osztva, s elől kettős oszlopsora van. a D-vártemplom, elől pronaosszal, Paestum (Poseidonia) legrégibb szentélye, a ,,bazilika“ s a valamivel fiatalabb ,,Ceres“-templom.
Kis-Ázsia egyetlen régi dór temploma, amely reliefjéről nevezetes, Assosban (a mai Behram mellett) maradt fenn.
Az ión rendszer három nagy kis-ázsiai templomon jelenik meg először: a samosi Heraionon, az ephesosi Artemisionon s Apolló Philesios Didymaionján, Miletos mellett, valamennyi a VII. sz. végéről.
Akragas legrégibb temploma, a Herakles-templom Különösen intenzív volt e kor építési tevékenysége Athénben, ahol az Akropolis régi Athena-temploma (Hekatomvédőn)s több kisebb templom épült A vidéken is erősen építkeztek, így Rhamnusban (Nemesis-templom) s Eleusisban, a misztikus kultusz híres városában. Olympia e korban még kevéssé fejlődik, viszont Delphi, elsősorban az Apolló-templom, már jórészt kiépült.
A perzsa háborúk mozgalmas és viharzó korában, az V. század első felében, alakult ki a klasszikus dór templomtípus. Az alaprajz háromhajós cellát mutat, pronaosszal és opiszthodomosszal. Tipikus példái ez erőtől duzzadó, nemes művészetnek görög földön az aeginai Aphaia-templom, s a legfőbb szentély, Zeusz olympiai temploma, ormainak nagyszerű szobordíszeivel, Szicíliában Akragas több temploma, elsősorban a kolosszális Zeusz-templom, mely arról nevezetes, hogy a szabadon álló oszlopok helyett talapzatos féloszlopok veszik körül, s közeikben atlaszok állnak, a segestai templom, amelyet nem fejeztek be (az oszlopok törzse nincs rovátkolva), a selinusi Heraion (E-templom), kiválóan szép metopéival és mindenekfölött a paestumi klaszszikusan harmonikus Poszeidon-templom, az egyetlen, amelyben a belső emeleti oszlopsor megmaradt.
Csodálatos egyszerűség és harmónia árad a régi fatemplomok mintájára épített templomokból. Ha szögletes pilléreket, vagy henger alakú oszlopokat tartalmaznának, az épület nehézkes, otromba volna. Az építőművész azonban középen alig észrevehetően megvastagította az oszlopokat, felülről pedig elvékonyította, így szinte rugalmasnak látszanak. Érezhető, hogy a tető súlya alatt kicsit összenyomódnak, de nem annyira, hogy formájukat elveszítenék. Olyanok mint akik könnyen hordozzák terhüket. Vannak hatalmas épületek, de egy se kolosszális, mint az egyiptomiaké. A görög templom érezteti, hogy ember alkotta, ember számára.
A templomok főhelyisége, a cella vagy naosz négyszög alakú. Itt azt az isten szobrát helyezték el, akié a templom volt.
Wilamowitz-Moellendorff , az ókori Görögország egykori szaktekintélye így ír erről: 
"Amikor a jámbor hívő belépett a hatalmas ajtón, amely az egyetlen fényforrás volt. Sugarai megvilágították az isten szobrát, az oldalhajókra sötétség borult. Lassú léptekkel közeledett a hívő az istenség szobra felé, lehet, hogy valamilyen üdvözlő szót, vagy csendes imát mormogott. Istentisztelete a földöntúli szépség áhítatos szemlélése volt."
A cella előtt a pronaosz (előterem) van, vele szemben pedig a kincsesház, ahol az áldozatokat tartották. Idővel ez az épületszerkezet egy vagy két oszlopsorral bővült.
A távolból nézve, a templom egységes tömbként hat, az oszlopok mintha egybeolvadnának és második falként vennék körül az épületet. Mindez mégsem alakítja át a templomot egy hatalmas tömeggé. Goethe, a paestumi templom előtt állva, megértette ezeknek ez építészeti alkotásoknak a lényegét: Csak ha körüljárjuk őket, ha végigmegyünk rajtuk, akkor avatjuk őket igazán élővé, érezzük bennük az életet, amit az építész beléjük tervezett, beléjük lehelt.
A görög templom legtöbbször magaslatra épült. Néha ha sík területre épült, olyan volt, mint egy kis domb.
A görög templom és az emberi test közötti kapcsolatokat is felfedezték. A templom lényegét egy emberi kinézetű isten alkotja, és a templomépítés mértékegységéül a lábat veszik alapul. Azok az emberi alakok, akikhez a templom egész felépítése alkalmazkodott, hősök, félistenek és istenek voltak. 
A szentélyekben felállított szobrok sokkal nagyobbak voltak az embernél, minden részét e méretnek megfelelően nagyították meg. A templomot minden oldalról körülvevő lépcsőfokok olyan magasak voltak, hogy azoknak, akik fel akartak menni a cellába, lépcsőfokokat kellett közbeiktatni.

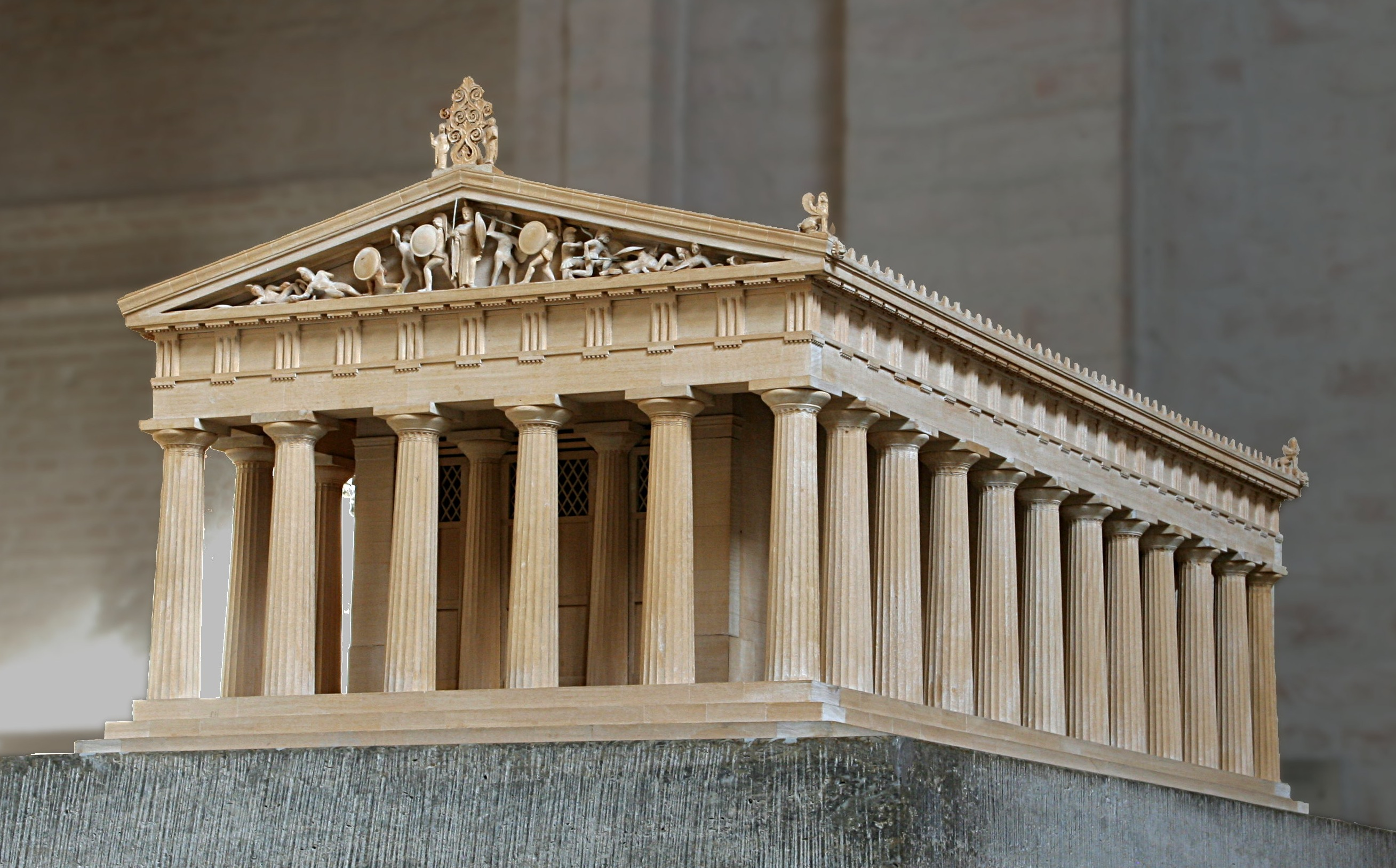
Egy tipikus dóri templom modellje
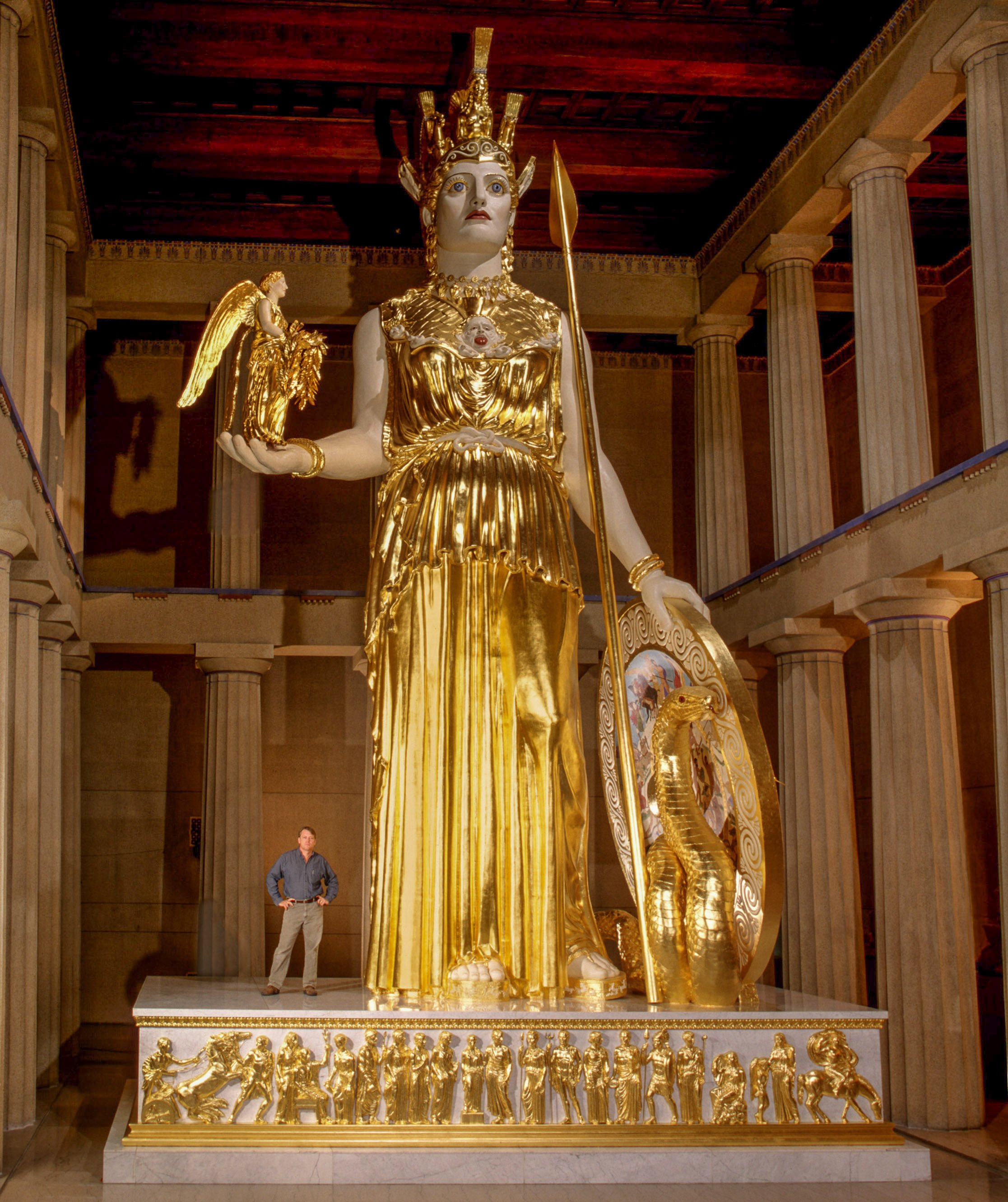
Athéné istennő modellje Zeusz templomában, Olympia
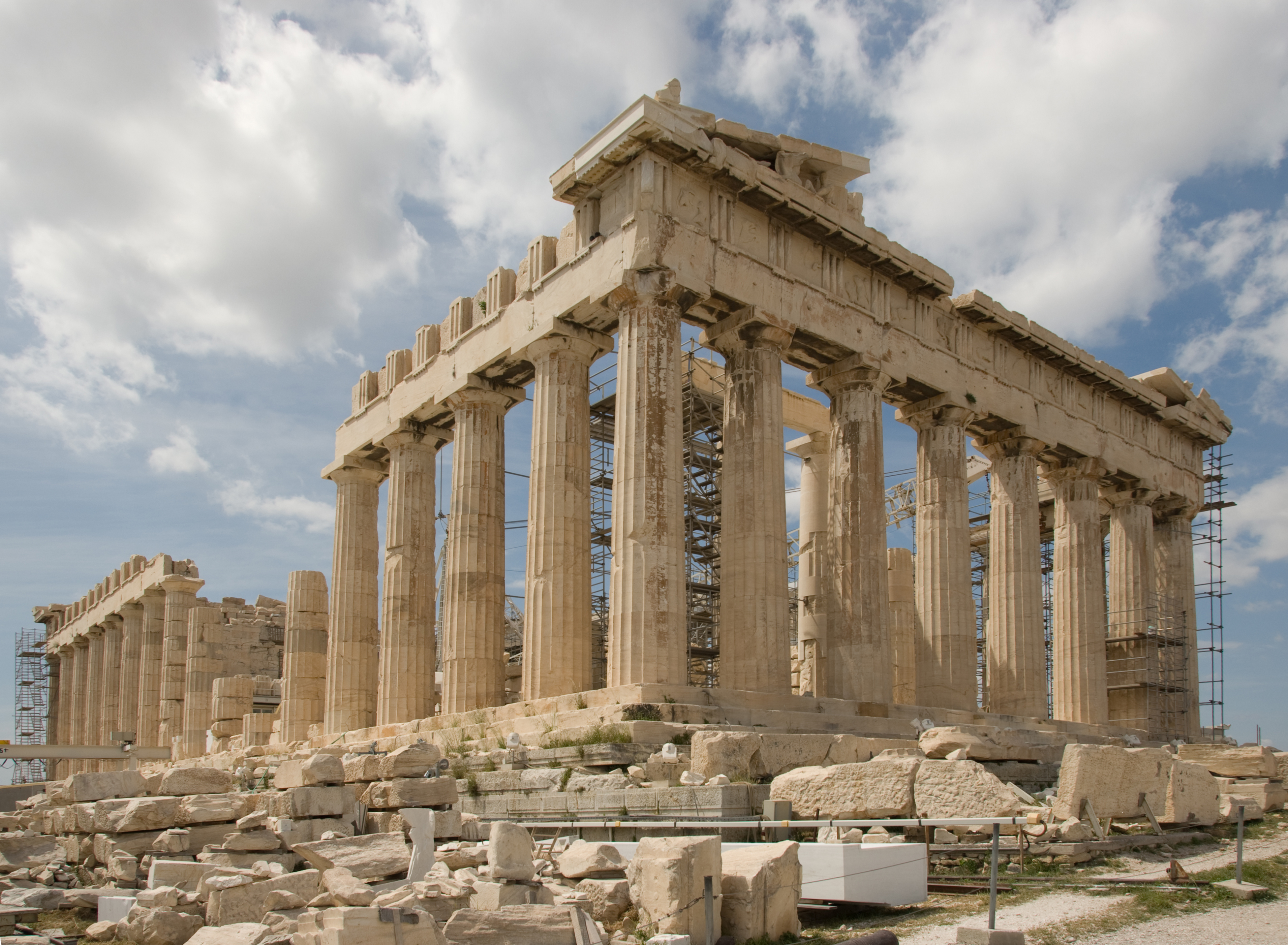
Parthenón
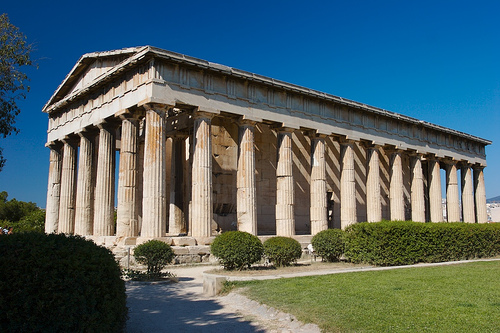
Héphaiszteion, Athén
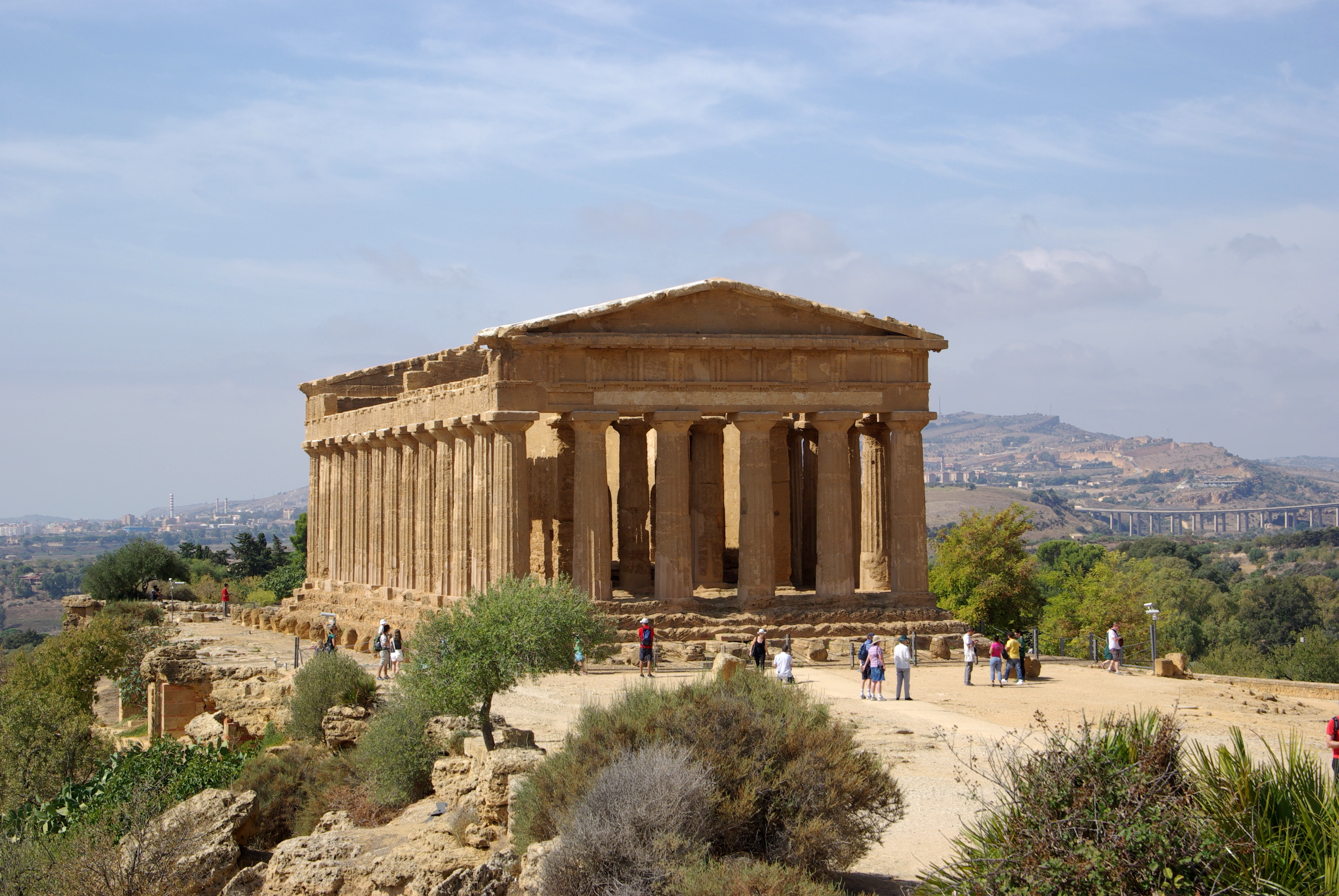
Concordia temploma, Agrigento

### Templomtípusok

Az ókori görög templomok
alaprajza.

Templomtípusok:
- Amphiantisz
- Amphiprosztülosz
- Dipterosz
- In antis
- Monopterosz
- Peripterosz
- Prosztülosz
- Pszeudodipterosz
- Pszeudoperipterosz

## Stílusok

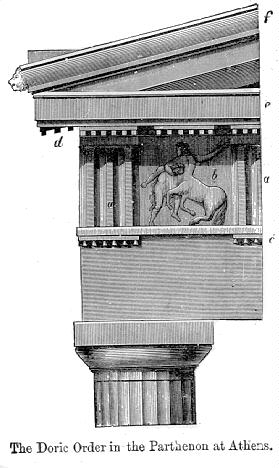
A dór rend építészeti elemei
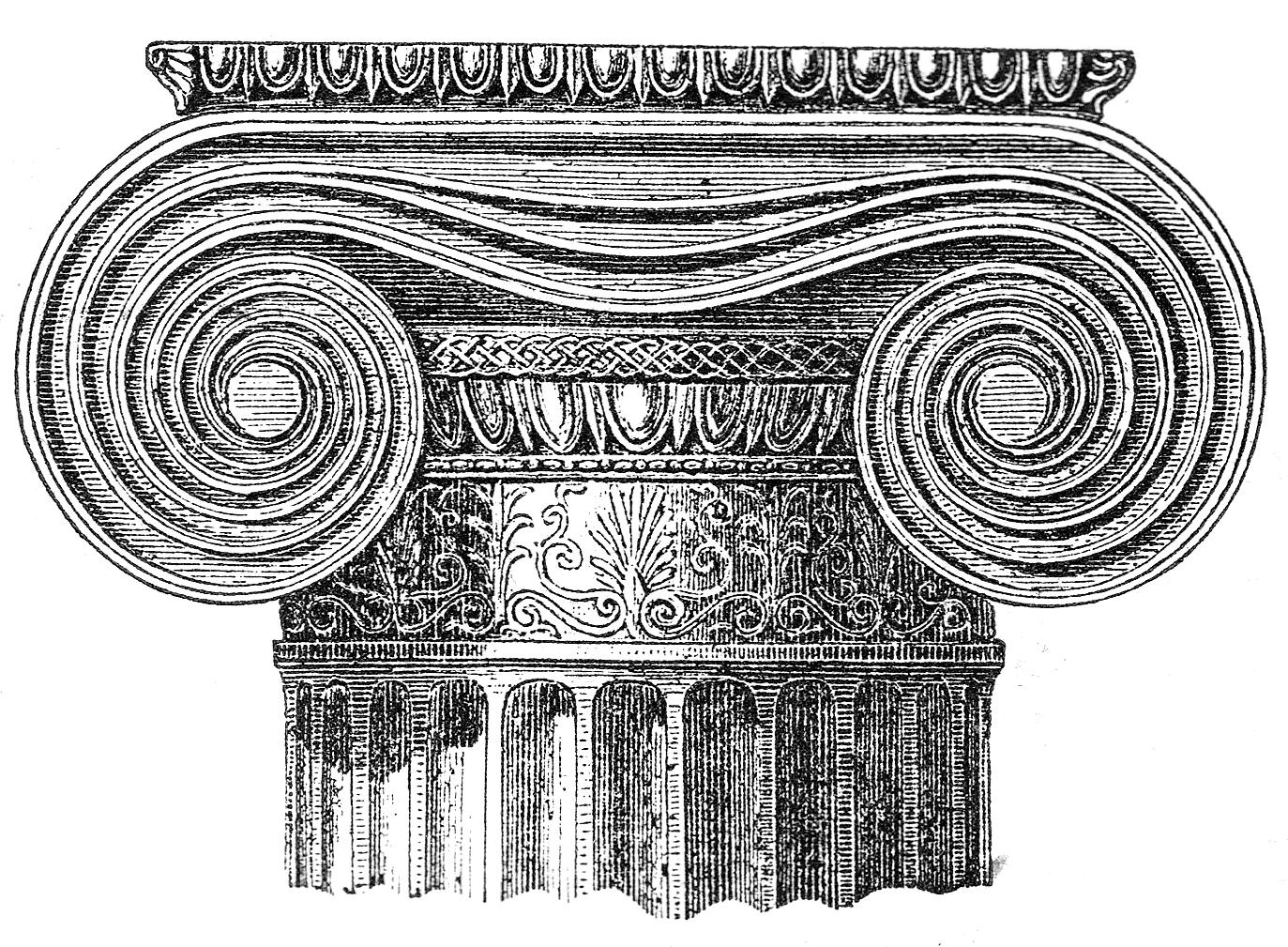
Az ión rend
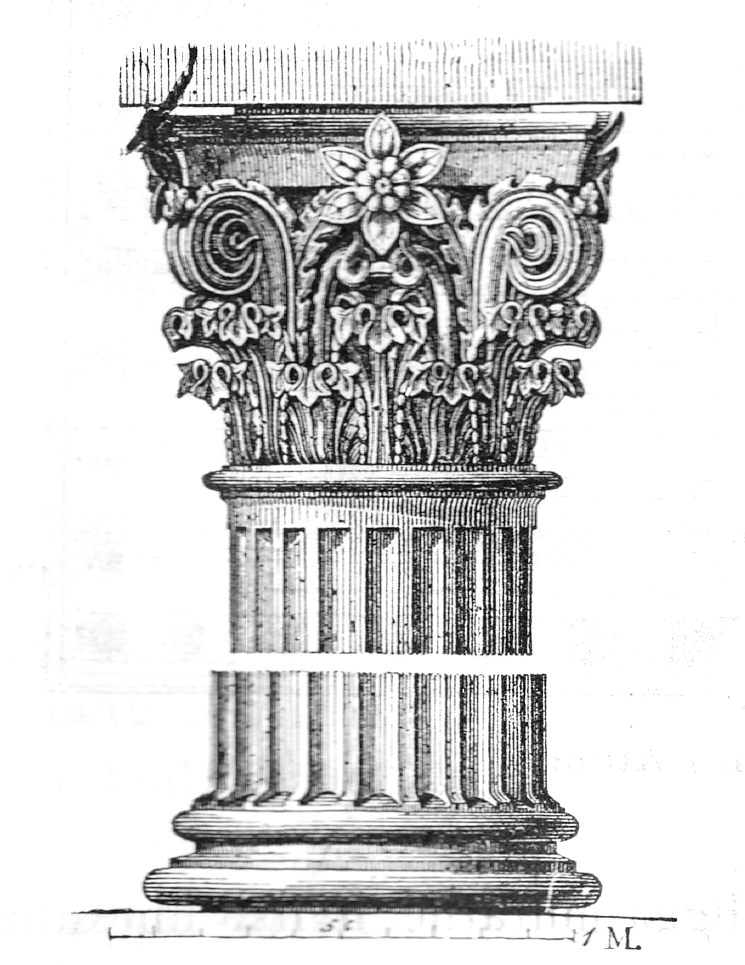
Korinthoszi rend

A legformálisabb ókori görög építészet, amelyet templomok vagy más középületek építésére használtak, stílusilag három klasszikus rendre oszlik, amelyeket először Vitruvius római építész írt le. Ezek a dór rend , a jón rend és a korinthoszi rend, nevük a görög világból származó regionális eredetüket tükrözi. A három rend szabályozza a formát, az arányokat, a részleteket és az oszlopokat, a párkány, az oromfal és a sztülobatész közötti kapcsolatot is. A különféle oszloprendeket az ókori görög építészet középületeinek egész sorára alkalmazták.

#### Dór stílus

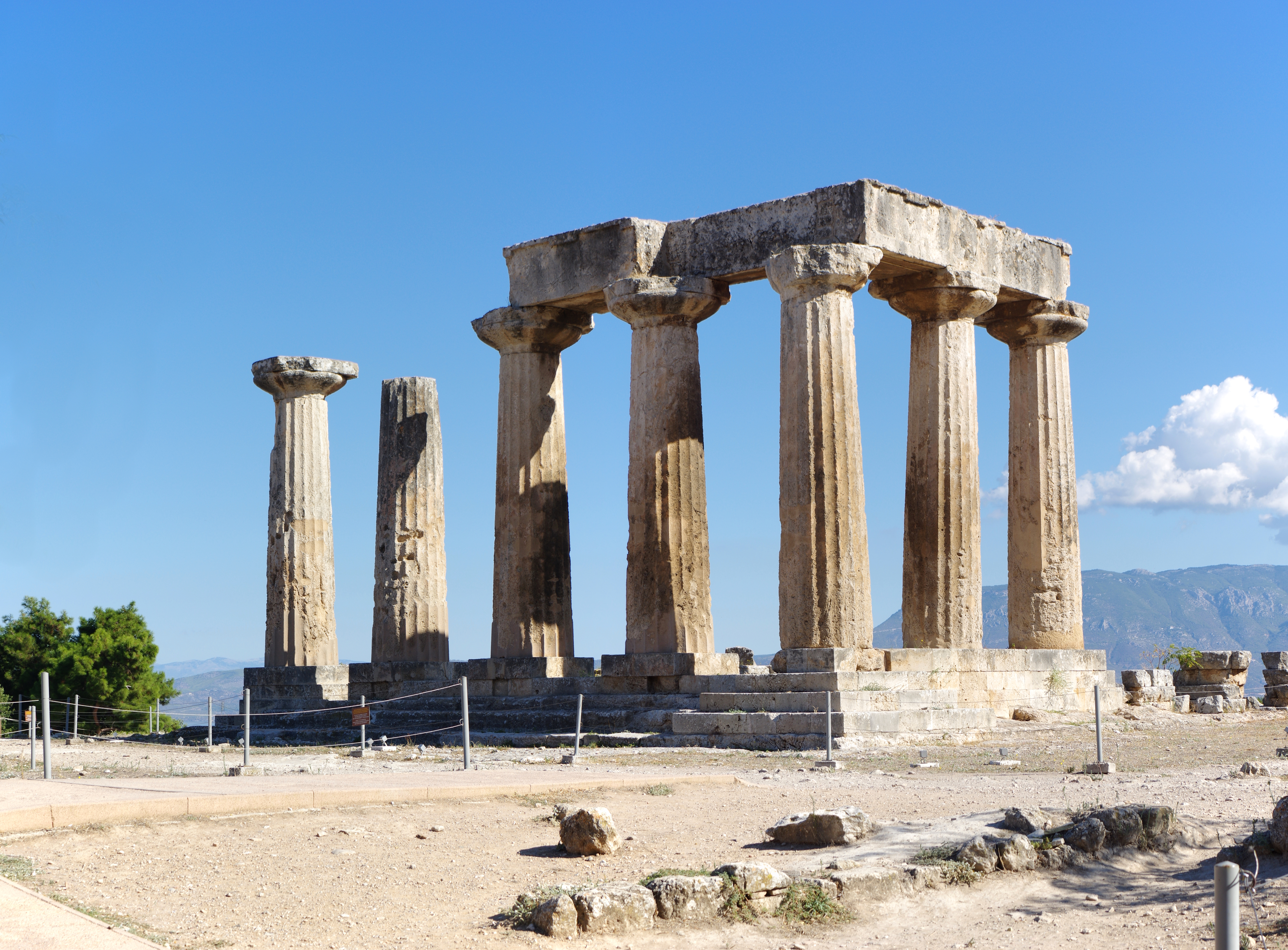
Korinthoszi Apolló-templom romjai

A dór templomot lépcsők választják el a földtől, szilárd alapot adnak neki, a nagyságuk kb. olyan mint a tetőé. Az oszlopok a tetőzetet tartják, de ugyanakkor eltakarják a cella falát is, teret képeznek, barázdáikkal felfogják a napsugarakat. A dór gerendázat három részre oszlik, ami a templomalapzat három lépcsőfokának felel meg. A gerendázat alsó része az architráv, teljesen dísztelen. A középső rész, a fríz, triglüphoszok és metopék alkotják, ezt domborművek díszítik. A triglüphoszok barázdái az oszlopok barázdáinak ismétlődései. A gerendázat felső része, a koszorúpárkány kiugrik, megvédi a gerendát az esőtől, amikor süt a nap, erős árnyékot vet rá, így éles kontúrral választja el az ég hátterétől. A templom oldalain timpanon van. A templom tetejét akrotérionok díszítik, ezek sokszor növényi motívumok, vagy agyagszobrocskák.
A dór oszloprend a legegyszerűbb. Zömök oszlopfeje sima négyszögletes fejlemezből és ezt alátámasztó részből áll. Törzsét vájatok barázdálják végig, lábazata nincs. Ilyen épület a Parthenon, vagy a korinthoszi Apolló-templom. A dór oszloprend középen kissé megvastagodik, azért, hogy ellensúlyozza az elvékonyodás látszatát.
A dór templom egyes részei nagymértékben függetlenek voltak. Az egyes részek körülhatároltságát a színek is fokozták. A tümpanonok és a methopék égszínkék és piros háttere hangsúlyozta a szobrokat és a reliefeket. A márványnak, mivel jól elnyeli a fényt, így a visszavert sugarak és az átmeneti tónusok között gazdag játék alakul ki.

A dór stílus
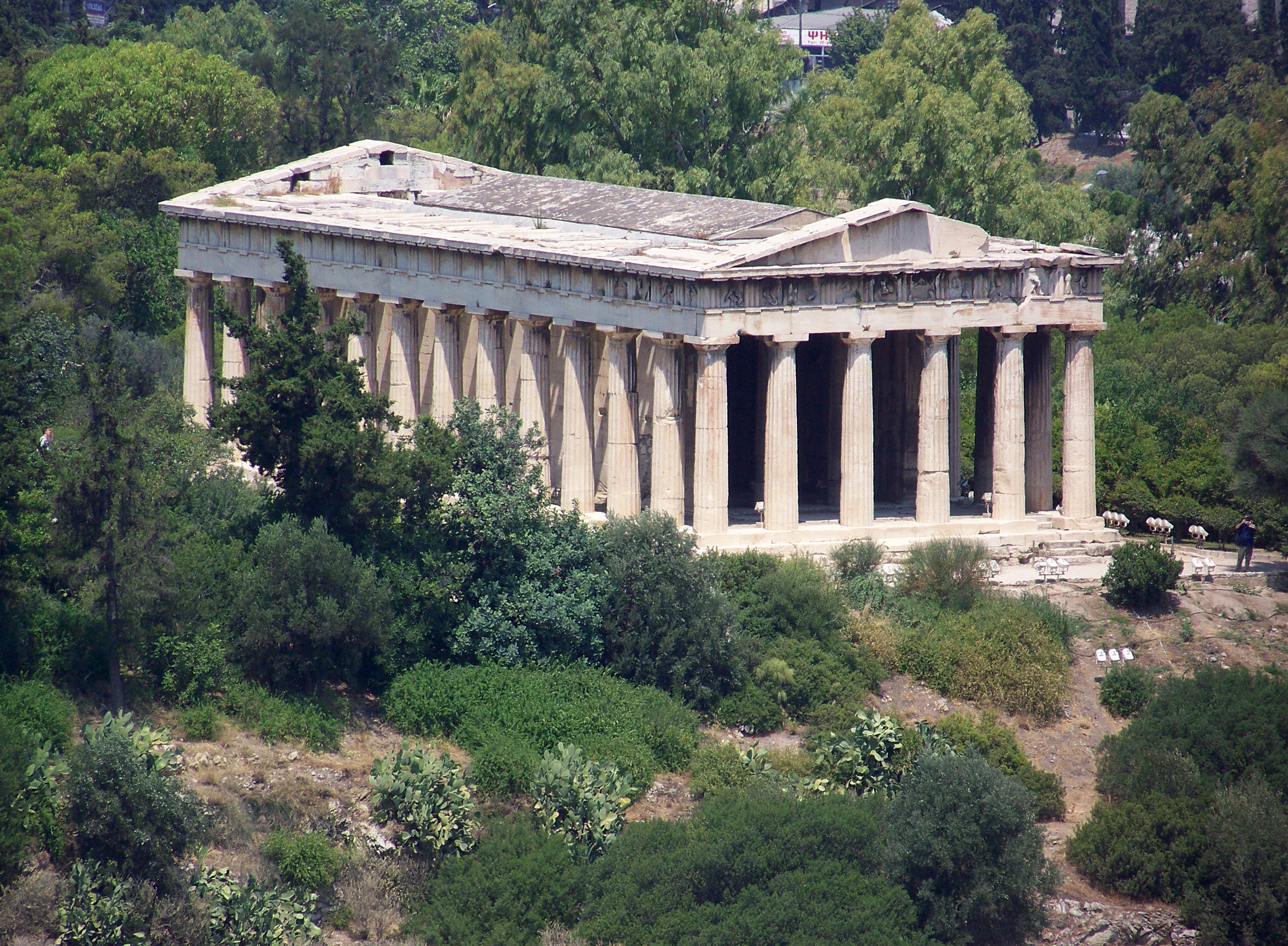
Az athéni Héphaisztosz-templom
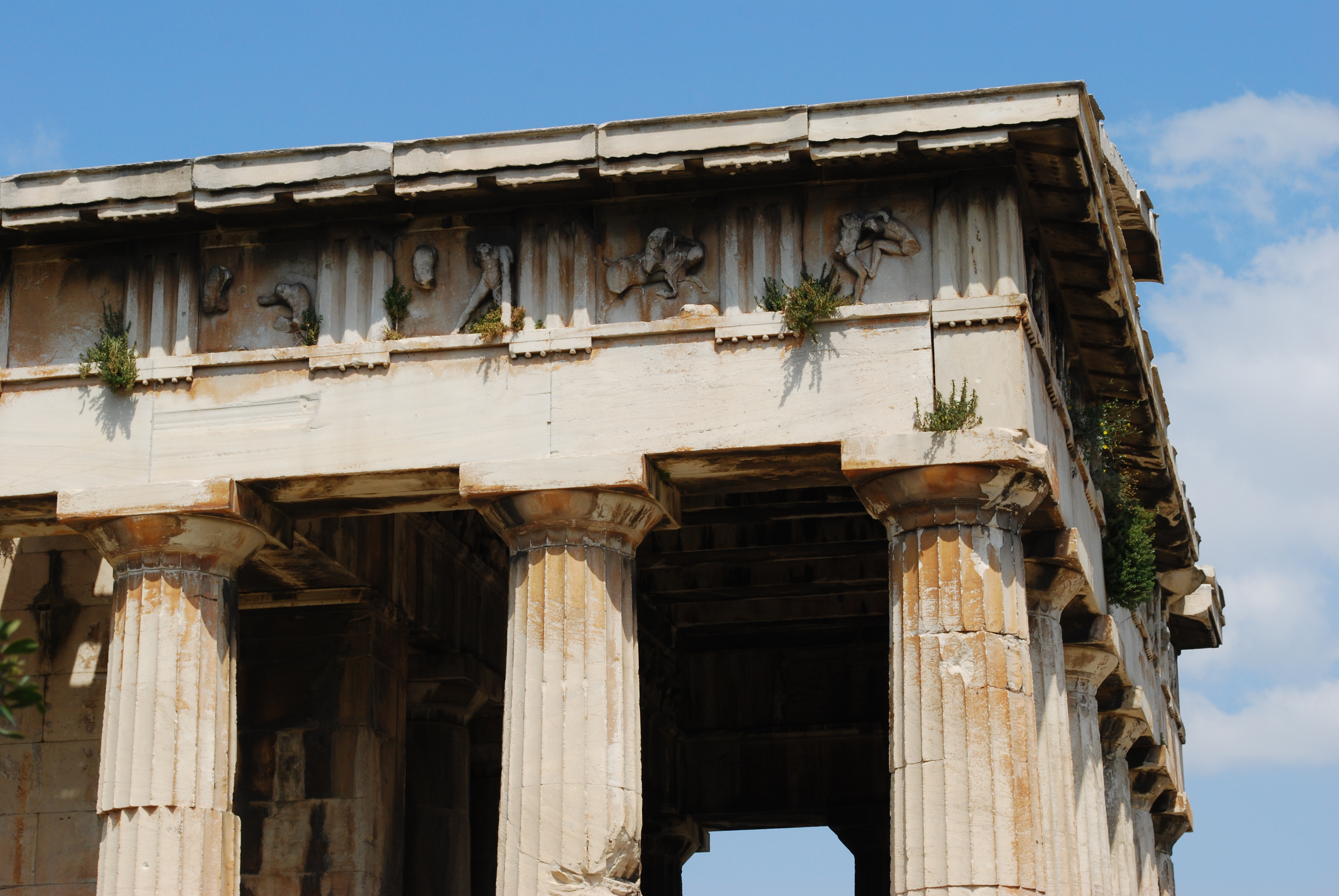
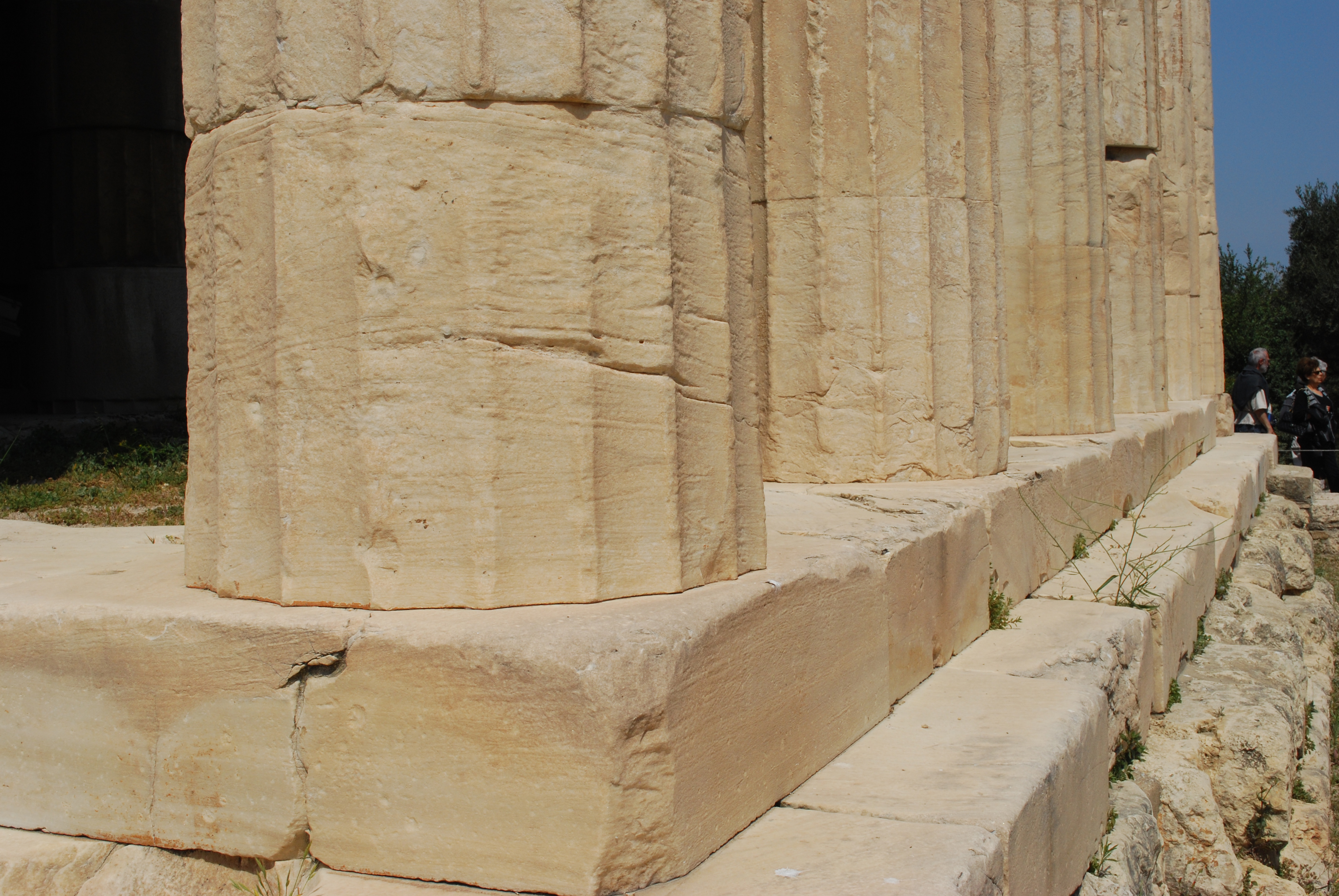
oszlopok közvetlenül a sztülobatészen fekszenek

#### Klasszikus kor

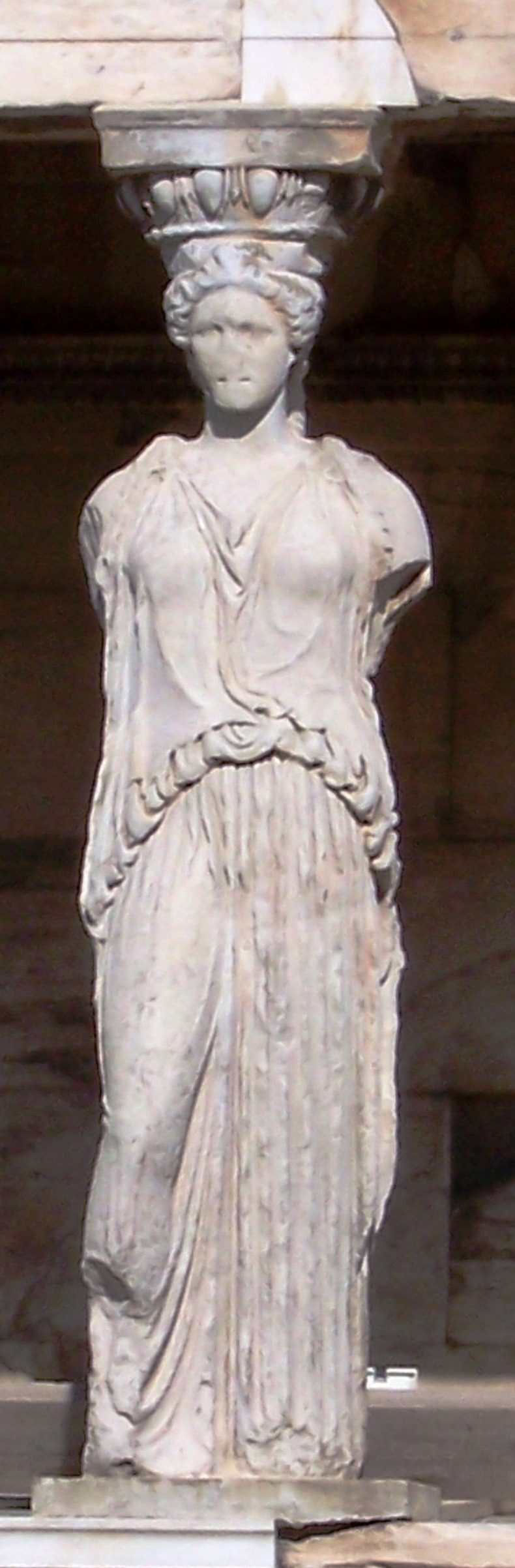
Kariatida

A klasszikus kor legnagyobb temploma a Parthenon, melyben Athéné aranyból, és elefántcsontból készült szobrát őrizték. A másik építészeti remekmű az Erekhtheion, az oszlopokat emberi alakok váltják fel (kariatidák). A késői klasszikus korban új templomformát vezettek be: a (tholosz) kör alapú, oszlopokkal körülvett épület.
A Parthenon bejáratát keletre tették. Az embereknek tehát, hogy megnézhessék Athéné szobrát, körül kellett járniuk a Parthenon északi oldalát. Az Iktinosz és Kallikratész által emelt épület a görög építészet egyedülálló remekműve. A görög templomtípus itt nagyon szép értelmezést nyert. A Parthenon megőrizte a hagyományokat: a háromlépcsős alapot, a barázdált oszlopokat és a methopoékkel díszített frízt és a tetőt. A hagyományos formákat az épület alkotói szabadon alakíthatták ki.

#### Hellenizmus
A halikarnasszoszi mauzóleumot Szkopász és társai görög jellegű reliefekkel díszítették. A dekorációt Mauszólosz királynak és feleségének szobra koronázta, ez a szoborpár az i. e. 4. század szellemét tükrözi. De a gondolatot, hogy az uralkodónak és hitvesének síremléket építsenek, az már a keleti szokásokból ered. Az egész építmény egy sima, kétlépcsős talapzaton emelkedett, s az oszlopok közé szobrokat állítottak. Az épületet sátortető zárta le, ennek a csúcsán állt Mauszólosz szobra. A belső térbe a szarkofágot helyezték, ami csaknem olyan szűk volt, mint a piramisok sírkamrái. A mű a méreteivel hatott elsősorban, 50 méter magas volt.
Az i. e. 4. században épült a milétoszi Diüpaion, kétszer akkora volt mint a Parthenon, különösen bonyolult volt a formája és a kompozíciója. Minden túlzott volt rajta, túlzsúfolt és elnagyolt. Hét lépcsős alapon állt, hatvan oszlop vette körül. A bejárat előtt négyzet alakú térség fogadta a látogatót, ebben 17 oszlop volt. Ebből vezette fel a lépcső az embert a kis előcsarnokba, egy másik lépcső az előcsarnokból pedig az udvarba. A templomnak nem volt teteje. Középen válaszfal vonult végig, ez mögött volt a szent forrás és a szent fák.
Hippodamosz városokat tervezett. A terv alapját a két főtengely alkotta, amely egymásra merőlegesen szelte át a várost. E két fő út iránya mindig az ott jellemző széljárástól függött. Csak a városfal vonulata volt szabálytalan, Hippodamosz által tervezett városokat szabályos, egyenes utcák jellemezték.

#### Ión stílus
Az ión iskola a kis-ázsiai partvidék görög településeinél alakult ki, sokáig a keleti hatások közvetítője volt. Az i. e. 7. és i. e. 6. században egy olyan művészi irányzata alakult ki, ami a legfőbb motívumokat a keleti műalkotásból meríti. Ezzel magyarázható fejlett díszítőkultúrájuk. De a keleti képzelet szülöttei, a szfinxek és a szörnyek az ión vázafestők nyomán kecses művészeti formákká alakulnak át. A vázafestés terén az ión iskola vidám elbeszélő ábrázolásmódot alkotott, itt testesülnek meg a homéroszi költemények. Az ión irány sajátos jellege a pompában és az eleganciában nyilvánul meg.
Az ión oszlopok formája a kis-ázsiai városokban alakult ki, nyilván valamelyik keleti növényi motívum változataként. A könnyen hajló indák világosan jelzik az oszlopfő eredeti rendeltetését és érzékeltetik a gerendázat súlyát. A síkok és domborulatok, a mélyedések és barázdák változása különös vonzerőt ad ezeknek az oszlopfőknek, sokkal finomabbá és változatosabbá teszi őket, mint a dór oszlopokat. Ezek a részek a kompozíció egységét szolgálják. Könnyen felismerhetők erőteljes csigafejezetükről. Az oszloptörzsnek talapzata is van, például az Athéné Nike-templomban.

ión stílus
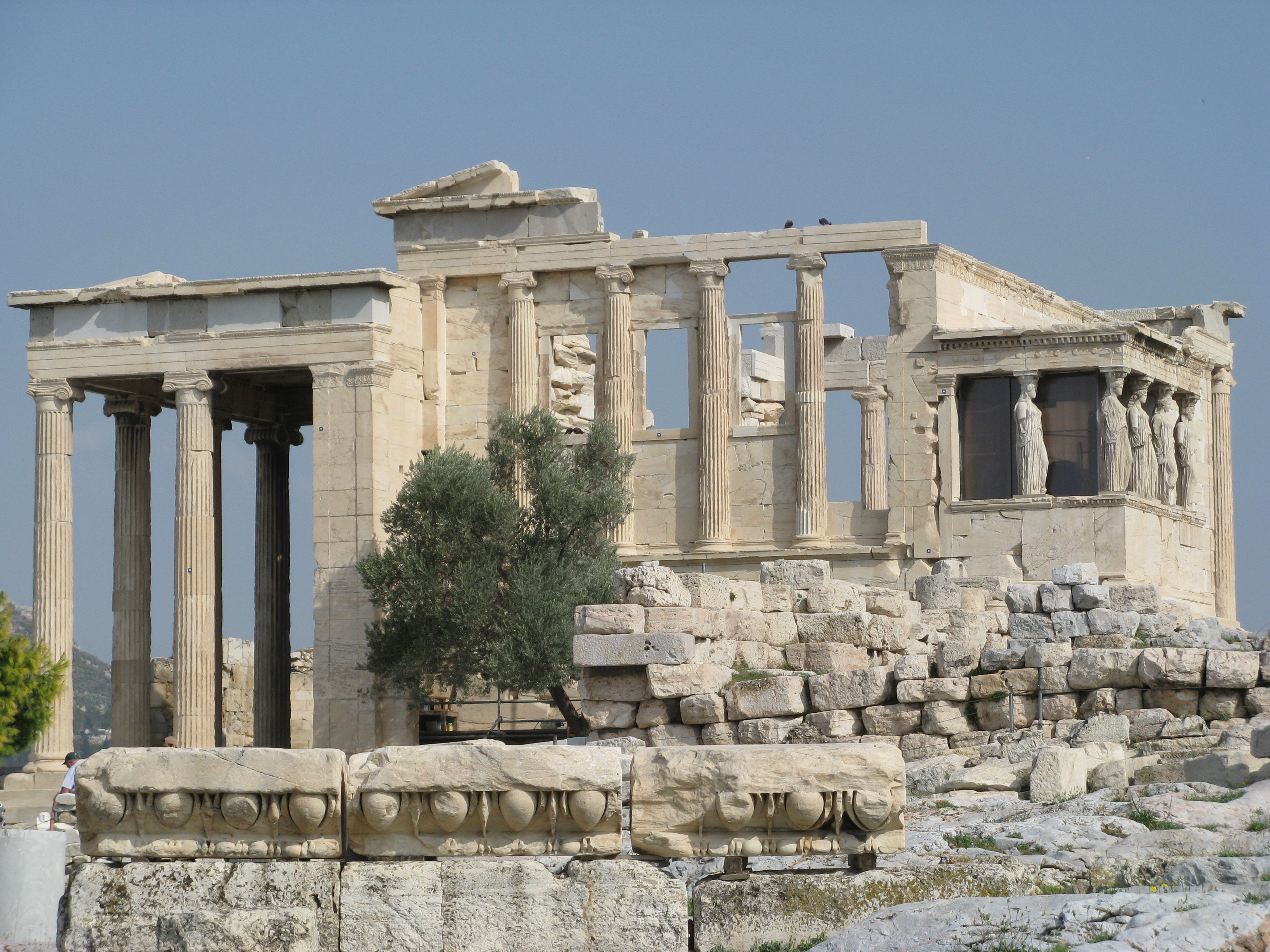
Az Erekhtheion az athéni Akropoliszon: egy aszimmetrikus templom
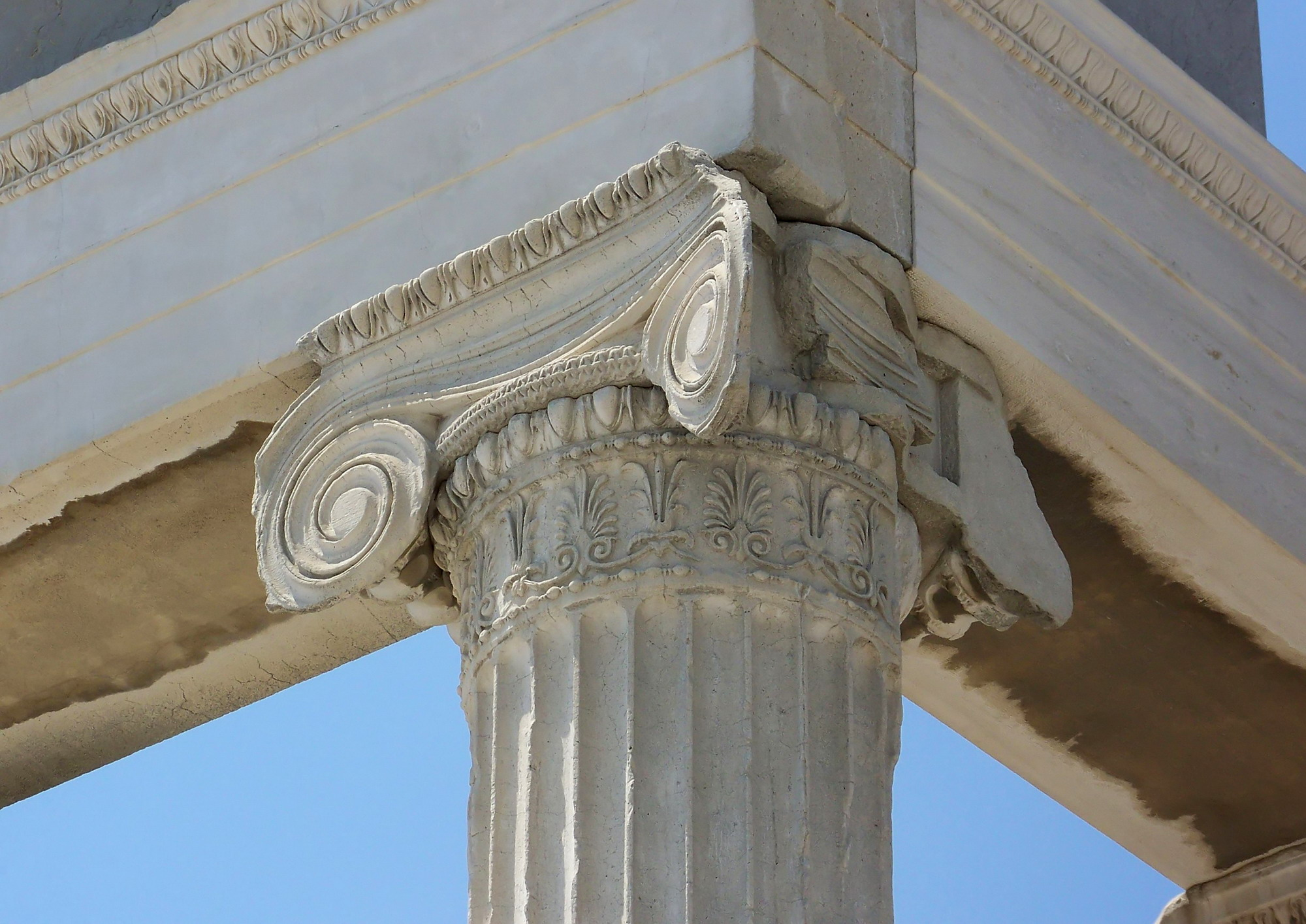
oszlopfő volutával, Erekhtheion
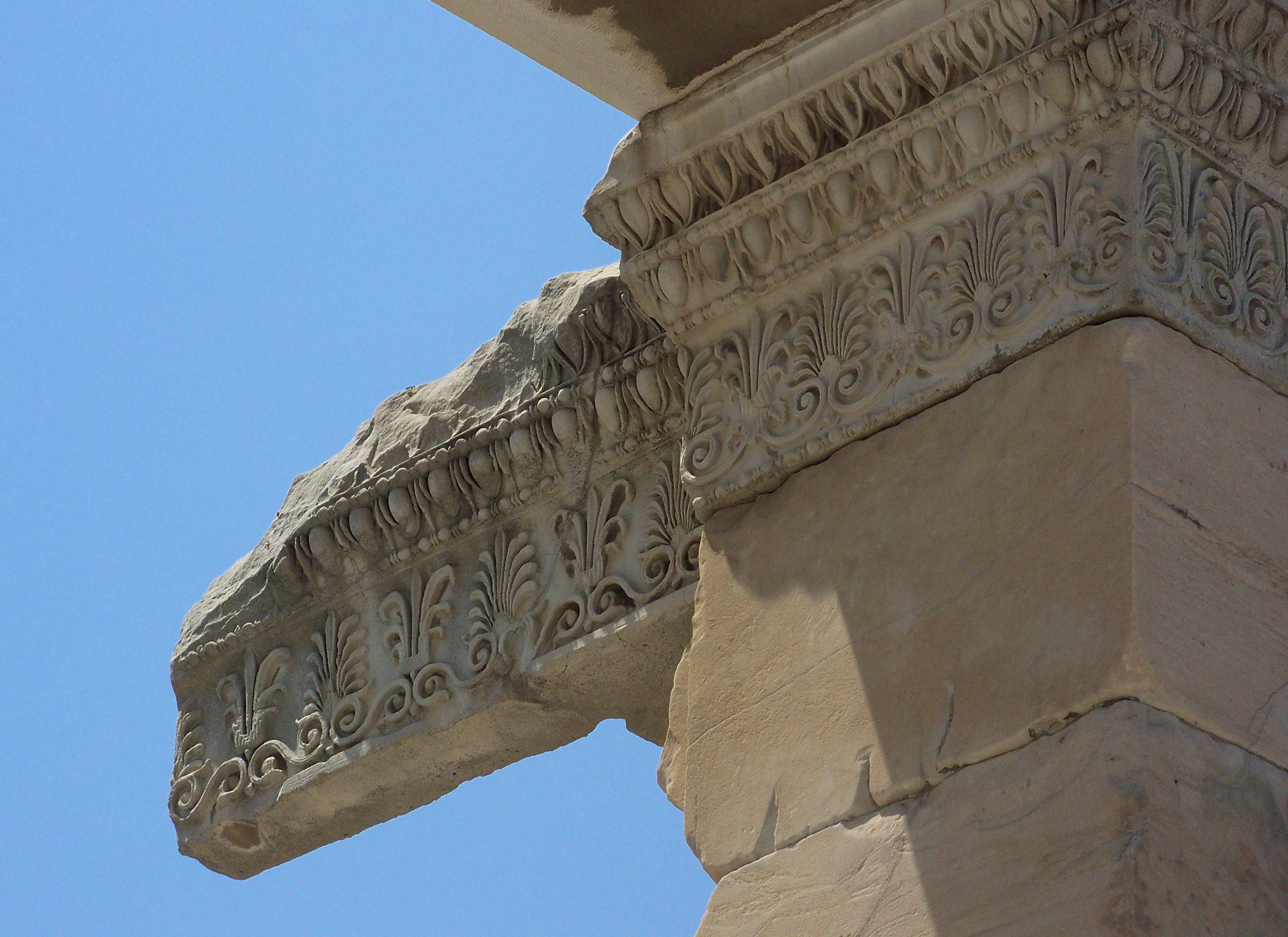
Erekhtheion

Az Erekhtheion keletkezett utolsónak az Akropolisz épületei közül. E kor utolsó éveiben fejezik be Athéné és Poszeidón tiszteletére felépített templomot. A templom két önálló részre oszlik, melyek egymástól eltérő talajszinten állnak. A magasban álló, Athénének szentelt templomrész keleti oldalához egy hat ión oszloppal ellátott előcsarnok is csatlakozik, ettől a fallal elkülönített, alacsonyabban elhelyezkedő Poszeidón szentélyébe ugyancsak előcsarnokon át juthat be az ember, az északi oldalon. A déli oldalon is van előcsarnok, kis karüatidákkal.

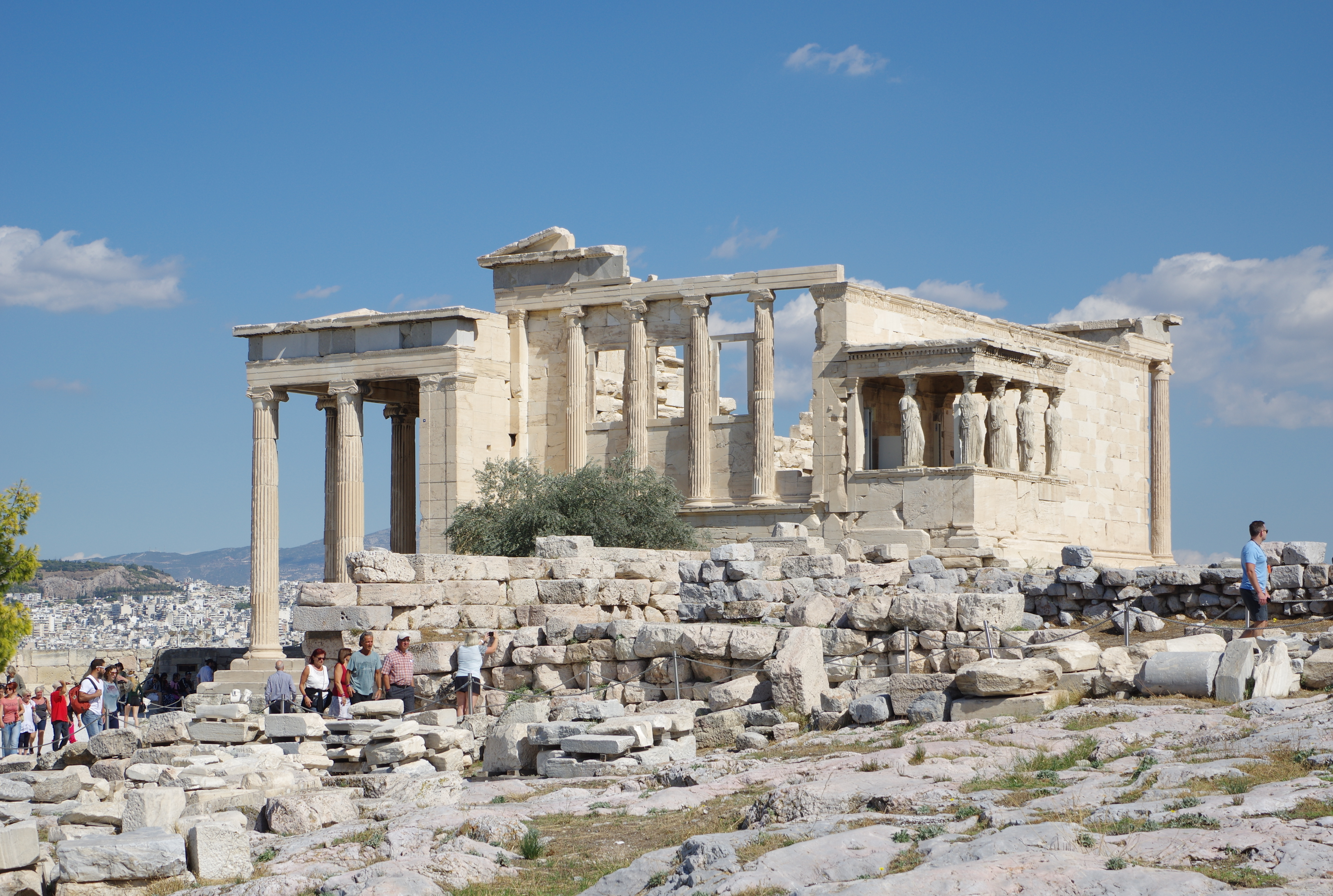
Az Erekhtheion délről

Az Erekhtheion új jelenség volt a görög építészetben. A templom nyugati oldalát félig körbefutó csupasz fal takarta el, de annál jobban rajzolódott ki a mögötte álló előcsarnok. A szobrokat hol szorosan a fal mellé, hol pedig önálló formákként állították fel, néha pedig karcsú leányalakokká változtatták őket. E sokféle átalakulás révén az oszlopsor elvesztette jelentőségét. Már nem a templom, a cella burkát alkotta, hanem egy-egy kapu kerete volt, vagy a kilátást keretezte. A kompozíció tehát gazdagabb lett.
A Karüatida-csarnok szépségét alig vonhatta kétségbe valaki. Maga a karüatida motívum már régi volt. Valószínű, hogy az égboltot tartó Atlasz alakjából született. A görögök azonban művészi ábrázolássá változtatták ezt a mítoszt. Karüatidákat már az i. e. 6. században is alkalmaztak, a sziphonisziak delphoi kincsesházában, de ott mérsékeltek voltak, feszes, egyenes tartással. Az Erekhtheion karüatidáinak különös vonzereje ábrázoló és építészeti jelentőségük egyensúlyából fakad. Ezekből a leányalakokból szépség sugárzik, testsúlyuk egyik lábukra nehezedik. Az oszlopokra is hasonlítanak, ruhájuk redőzete az oszloptörzs barázdáira hasonlít. Egységes csoportot alkotnak.
Az Erekhtheion ornamentikája nagyon finom. A görög márványpalmettákat ugyanolyan vonalvezetéssel kötik össze, az ornamenseket lezáró minták sokkal finomabbak. A keretet úgynevezett ión kümationok alkotják, olyan oválisok, melyeket félig elfednek a levelek és a kisebb-nagyobb szemekből gyöngyfüzérek. A körvonalak olyanok, mintha finom tollvonások volnának. A reliefet a síkok átmenetei még szebbé teszik.

## Profán épületek
A legtöbb ház falazatához napon szárított agyagtéglát vagy agyaggal és vakolattal borított favázat alkalmaztak, kő alapra építve, amely megvédte a legsérülékenyebb elemeket a nedvességtől. A tetők valószínűleg nádfedelesek voltak. Nagyobb házak, mint például a Déloszon, kőből épültek, és cseréppel fedték le. A leggazdagabbak otthonaiban mozaikpadló volt.

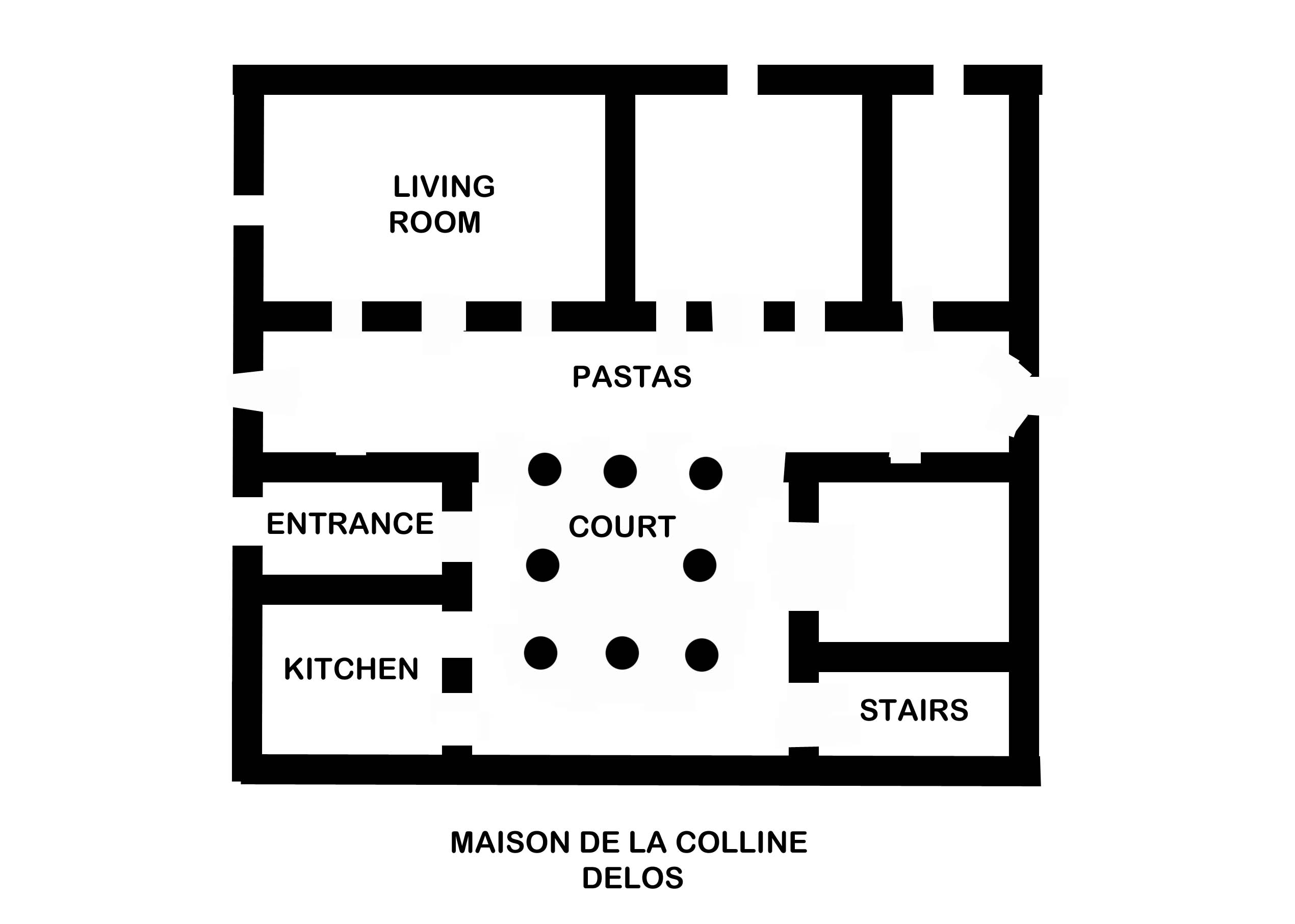
Déloszi nagy ház alaprajza
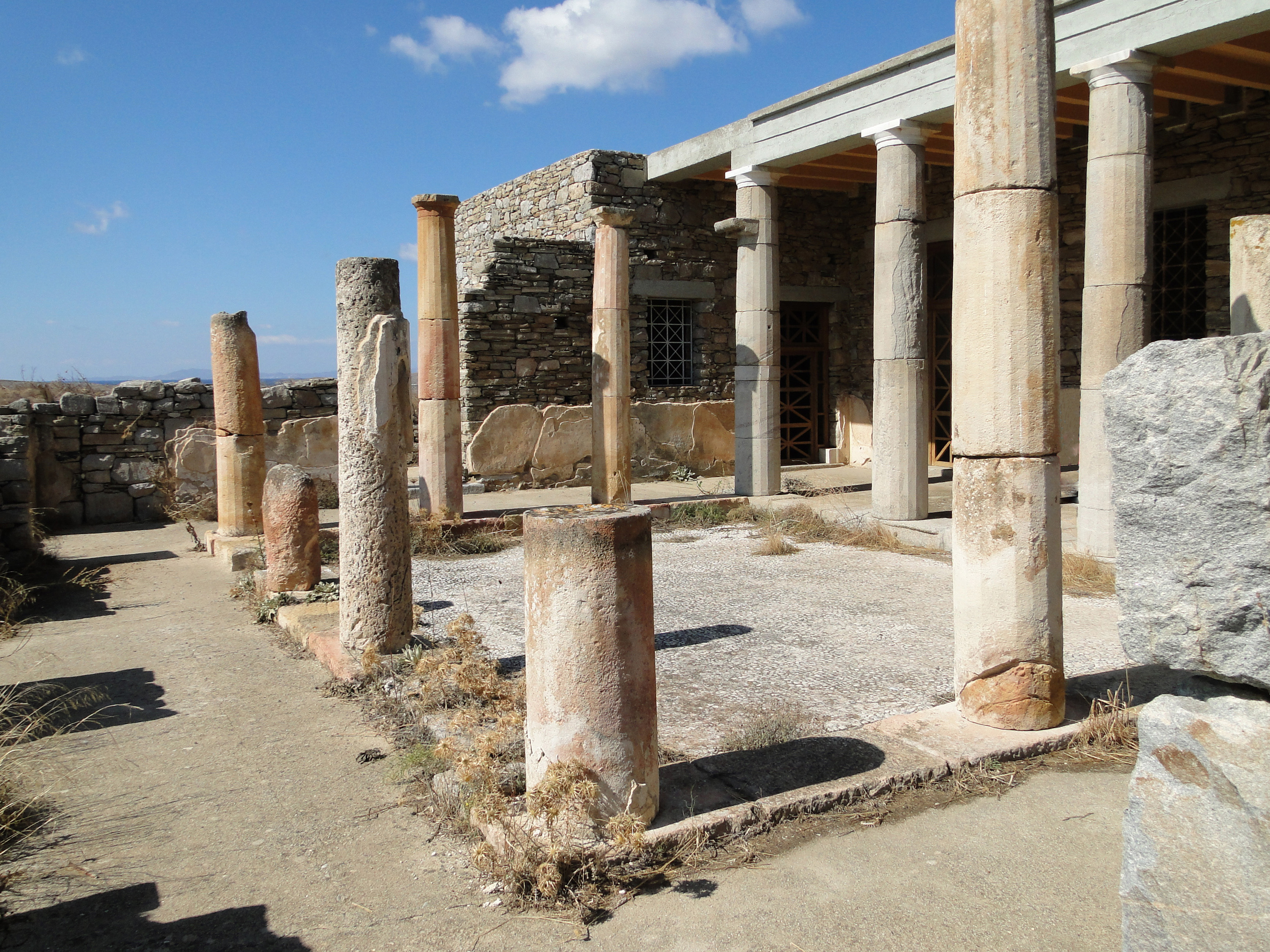
Ún. Maszkok Háza, Délosz, Kr.e. 3. század
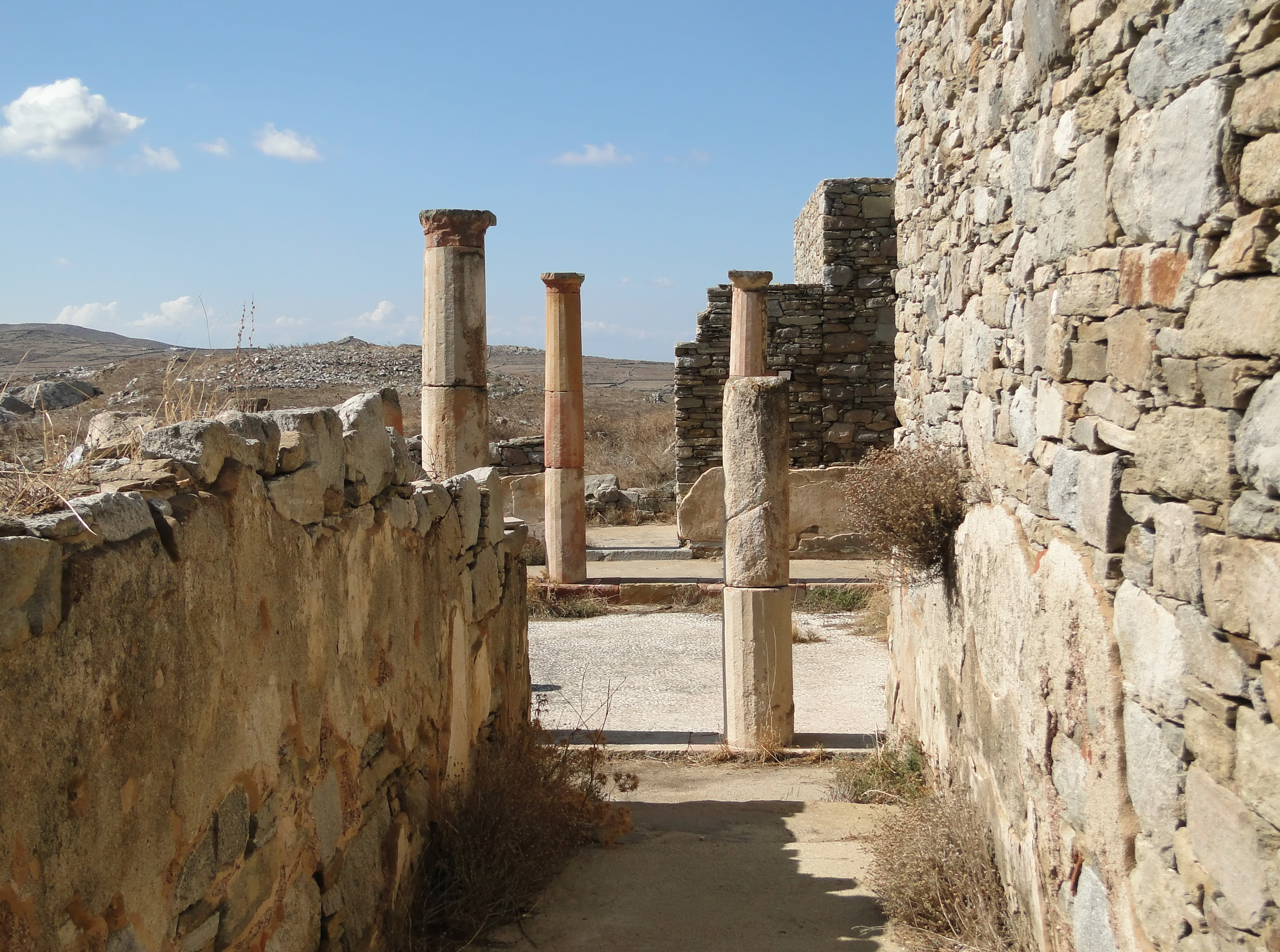
A Maszkok Háza
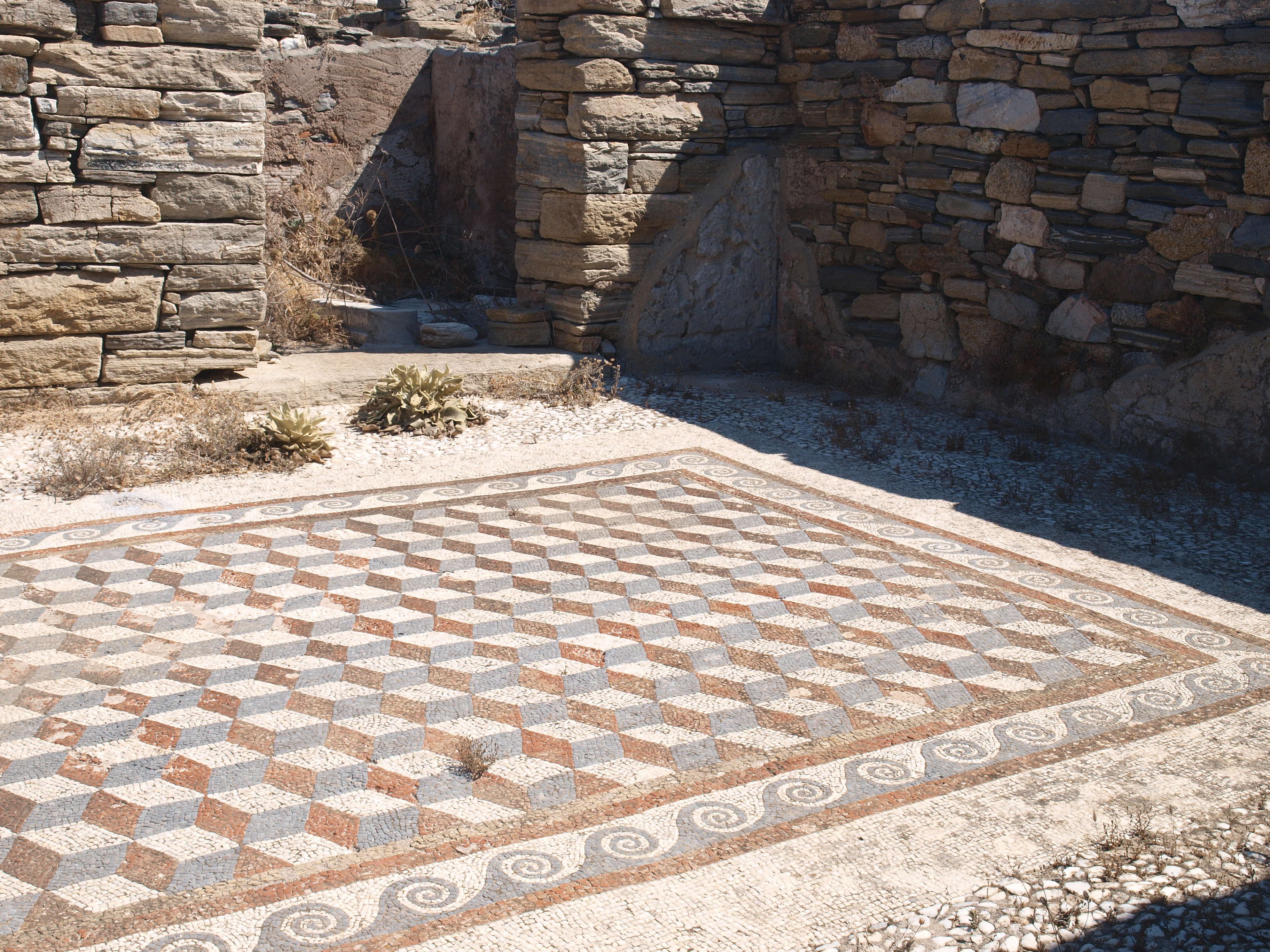
Mozaikpadló Déloszon

A kevés profán (világi) épület ami fennmaradt, leginkább a piac (agora) körül csoportosuló oszlopos épületekre és csarnokokra (buleutérion, sztoa, prytaneum, bazilika), színházakra és odeonokra, s az atlétika céljait szolgáló palaisztrákra, gymnasionokra és stadionokra szorítkozik.
Lakóház nem maradt fenn, s csak a pompeii hellenisztikus lakóház elrendezéséből következtethetünk típusára.
A profán épületek architektúrája teljesen a templomok formanyelvéhez simult, új művészi eredményeket nem hozott, s így fejlődéstörténeti szempontból különösebb jelentősége nincs.

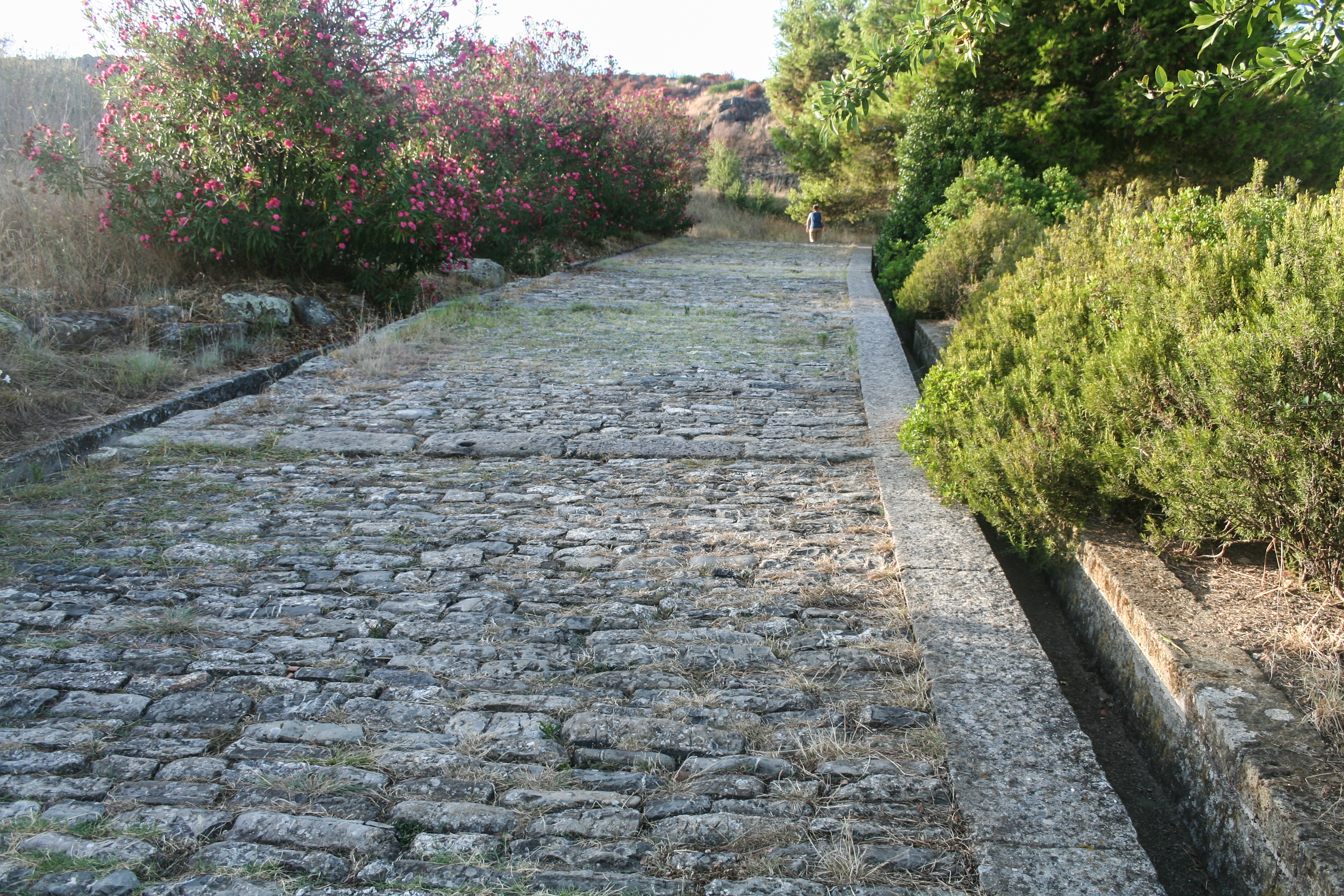
Görög út a Kr.e. 3. századból Eleában
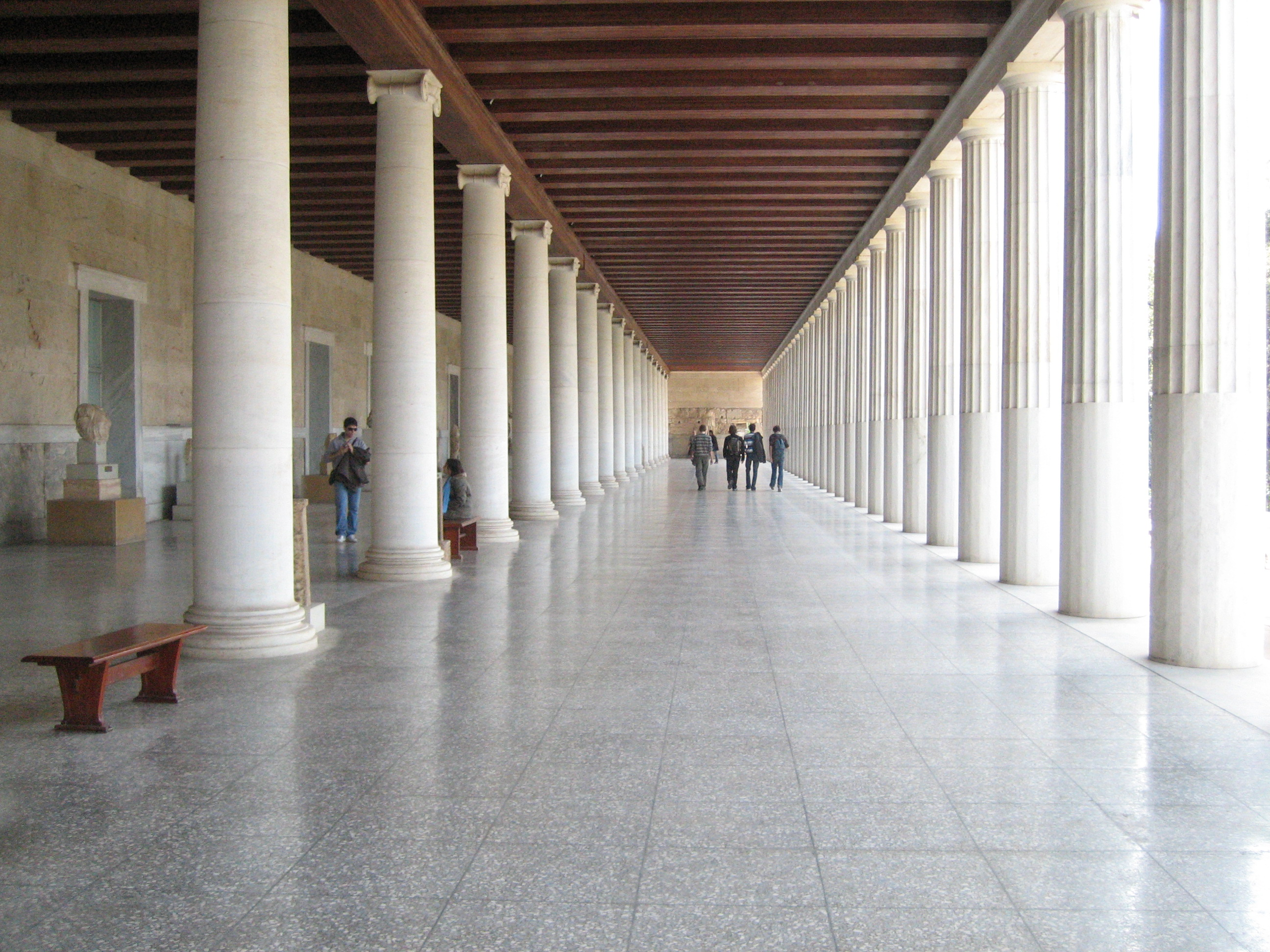
Attalus sztoa a restaurálása után, Athéni Agora
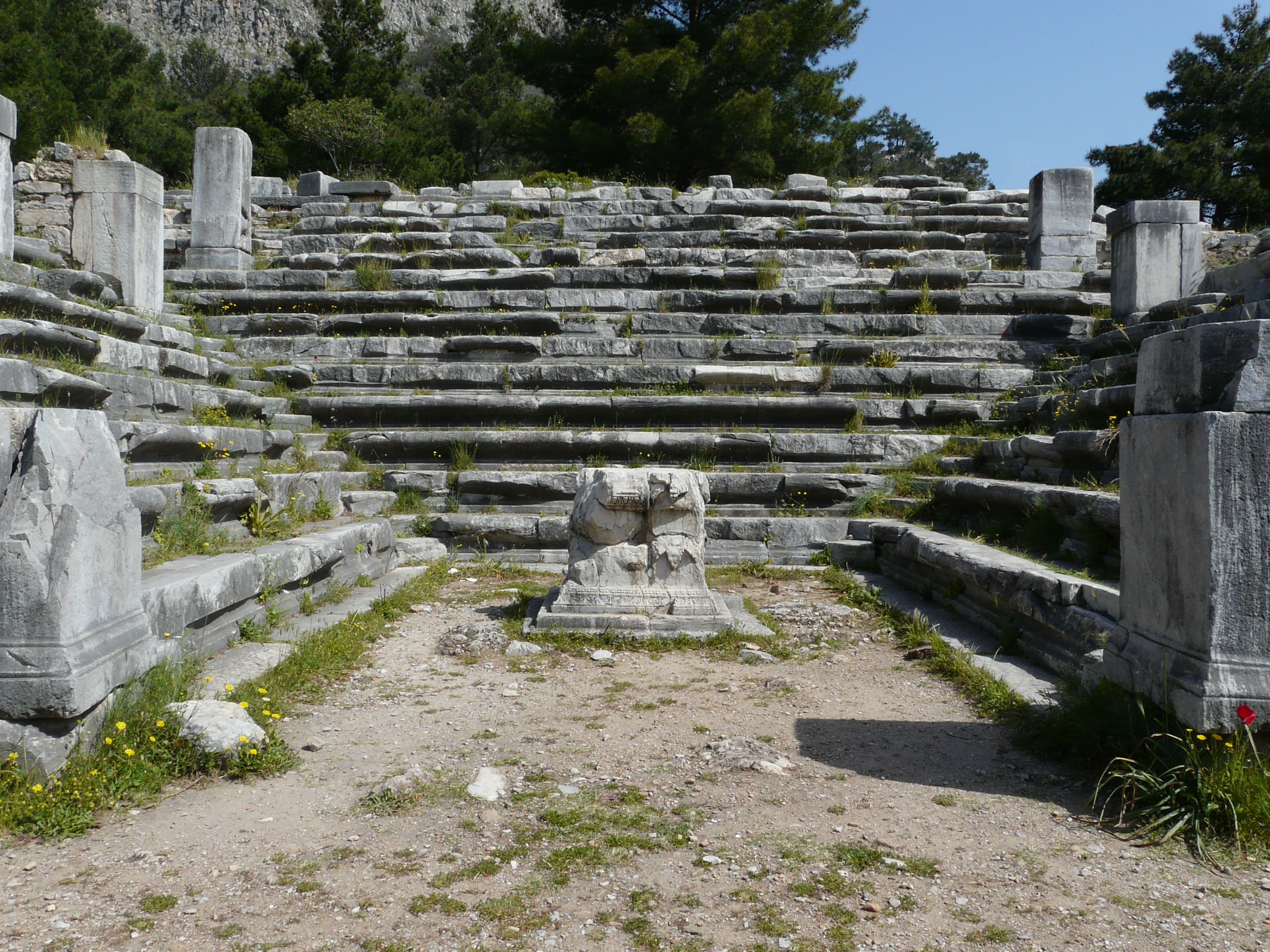
Priéné buleutérionja .
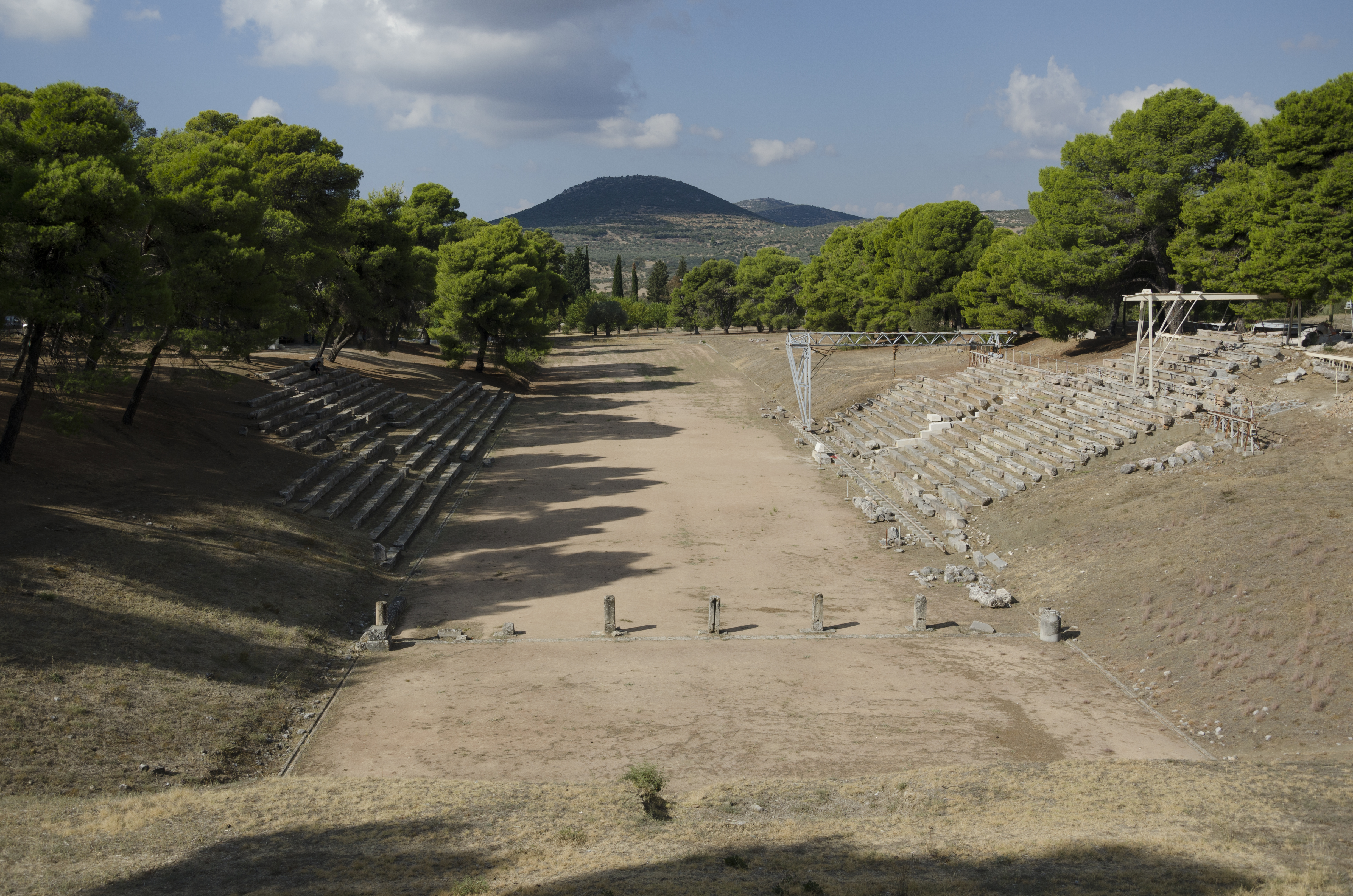
Epidaurosz stadionja

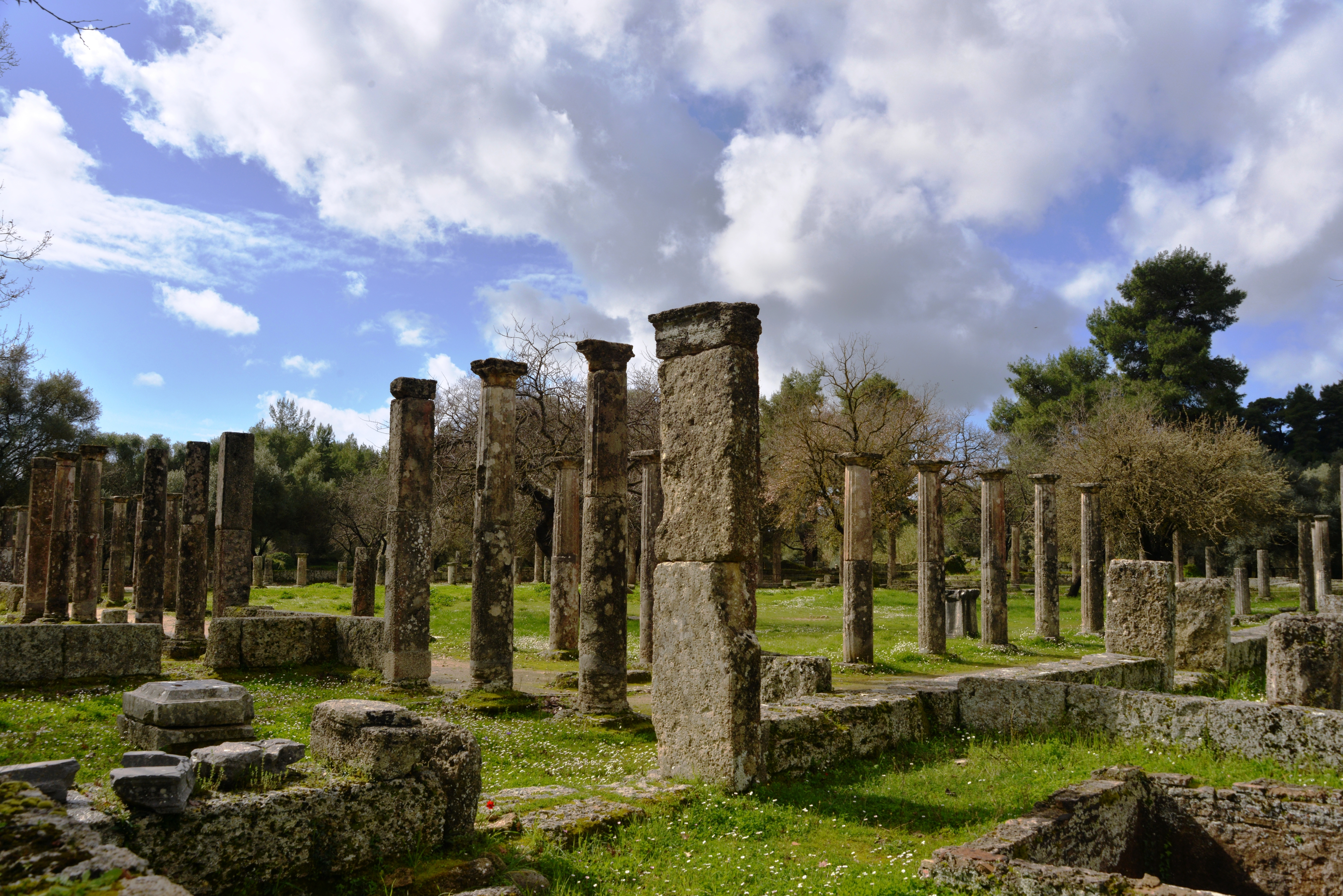
Olympia palaisztrája, amelyet olyan küzdősportokhoz használnak, mint a birkózás
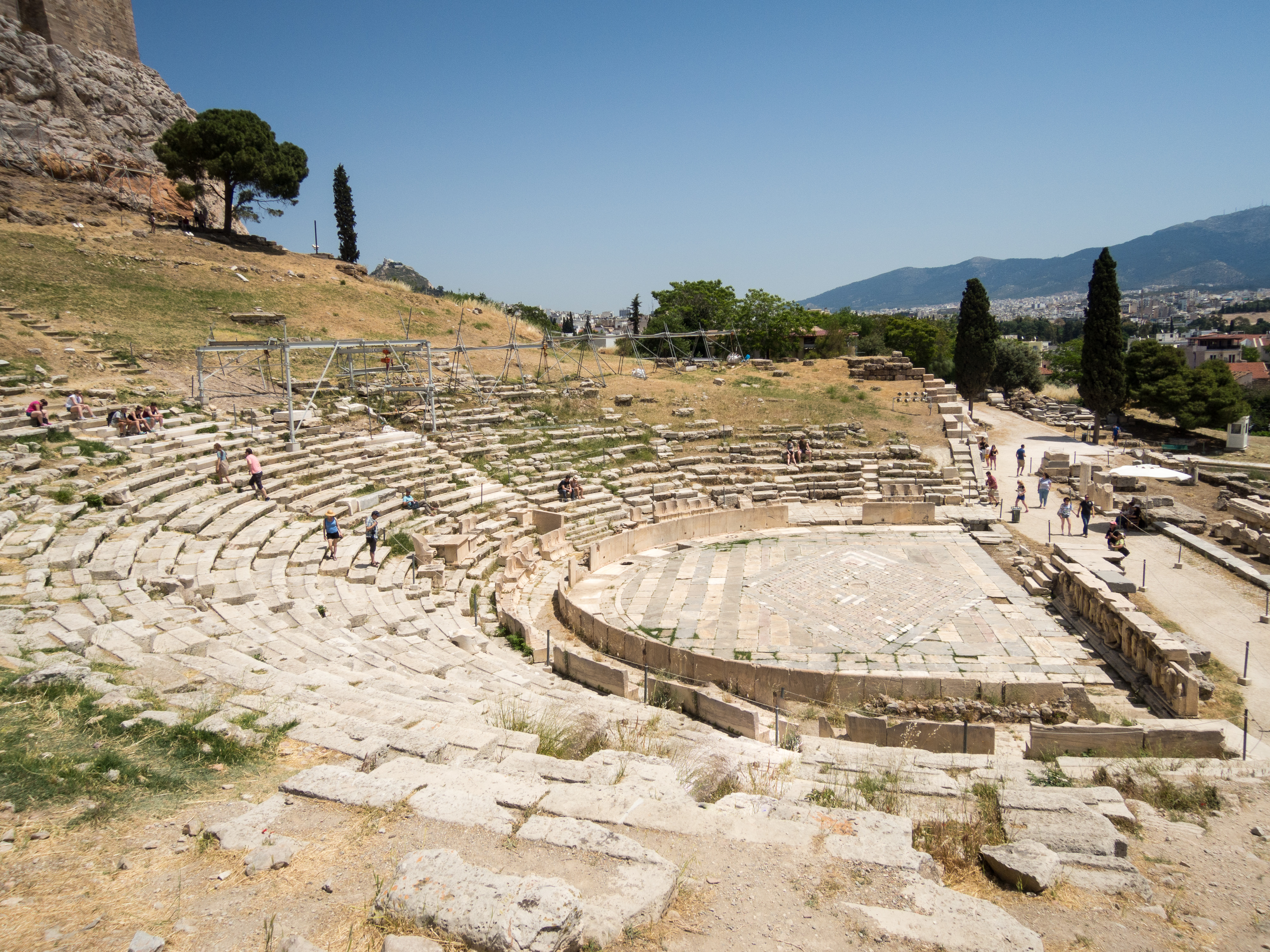
A Dionüszosz színháza, Athén
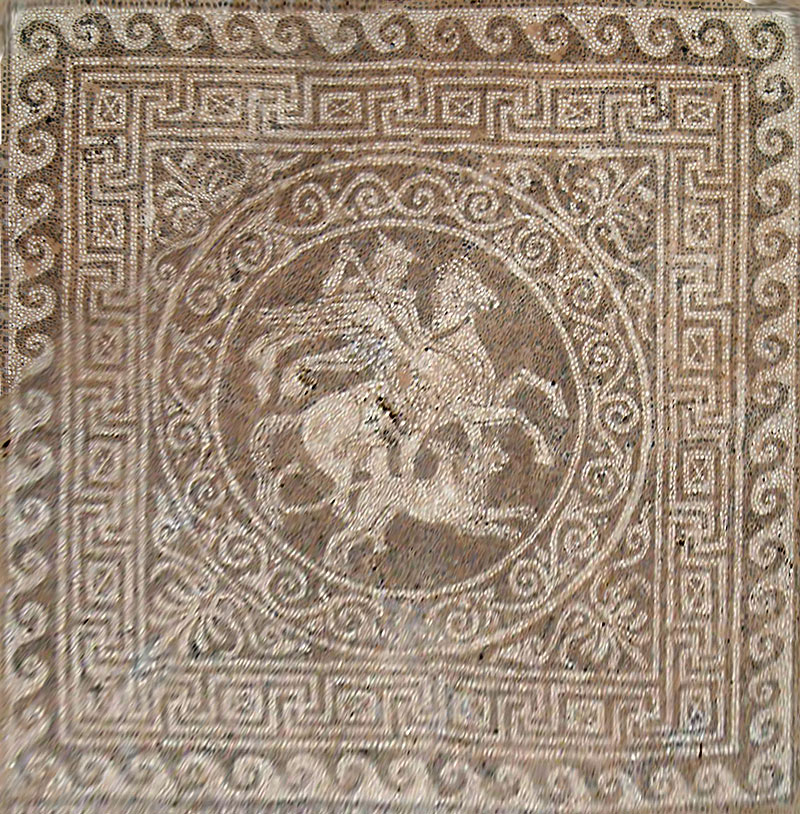
Bellerophónt ábrázoló mozaikpadló egy olynthoszi házban
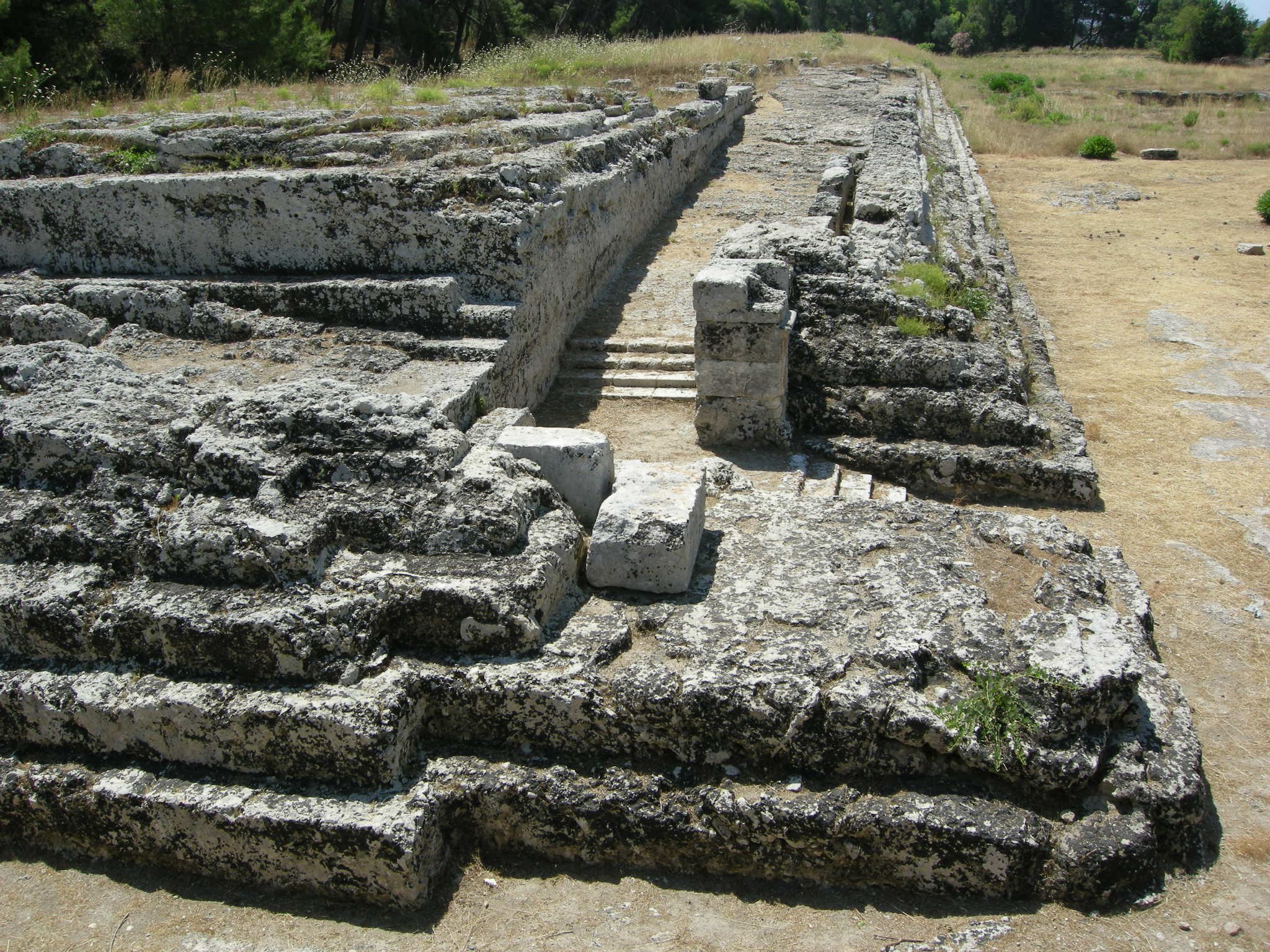
II. Hiero oltára, Siracusa

## Színház

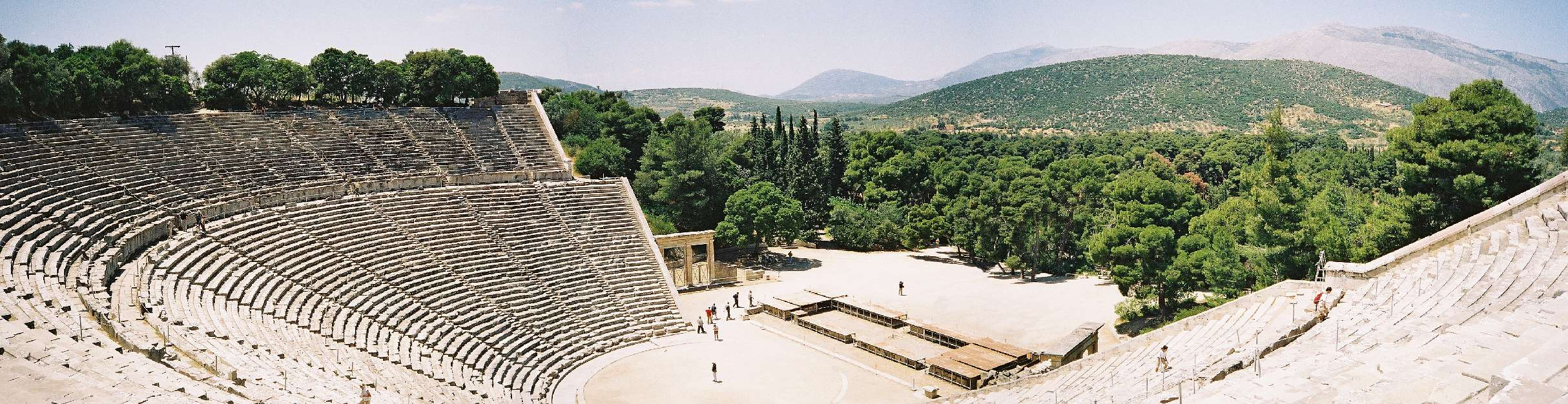
Epidauroszi színház

Színházaikat meredek dombon építették fel, ahonnan szép kilátás nyílt. Középen kerek emelvény állt, az orkhésztra, melyen eredetileg egy oltár emelkedett, itt foglalt később helyet a kar (kórus). A színészek és a kar eredetileg egy szinten helyezkedtek el, a nézők pedig letelepedtek a földre. A cselekmény a szabad ég alatt játszódott. A néző és a színház határát a lapos poroszkénion jelentette, a színpad. A görög színház formái az i. e. 5. század elején alakultak ki.
Az ókori görög színház félköríves, lépcsős nézőtérből (cavea), kör alaprajzú játéktérből (orchestra) és alacsony raktárból (szkéne) áll. Utóbbi a nézőtérrel szemben létesült, homlokzatára az előadás díszleteit rögzítették. A lépcsős görög színház elhelyezésére minden esetben a természetben kerestek megfelelő helyet: a félköríves nézőtér így a dombok oldalába simul. Több színházépület is fennmaradt, közülük a leghíresebb az athéni Dionüszosz színház és az epidauroszi színház.